# Résultats par département des élections législatives françaises de 1988
 (janvier 2019).
Si vous disposez d'ouvrages ou d'articles de référence ou si vous connaissez des sites web de qualité traitant du thème abordé ici, merci de compléter l'article en donnant les références utiles à sa vérifiabilité et en les liant à la section « Notes et références ».
L'élection des députés de la VIIIe législature de la Cinquième République française a eu lieu les 5 et 12 juin 1988. Voici les résultats par département.
En cas de triangulaires, le battu indiqué est le candidat arrivé deuxième et les scores au second tour sont mis en italiques.
Les candidats indiqués « sortant » sont des députés élus à la proportionnelle en 1986, sauf mention contraire, dans le même département que la circonscription où ils sont candidats à ces élections. Le mode de scrutin employé en 1986 explique la présence dans certaines circonscriptions de deux candidats « sortant ».

## Ain

Députés élus de l'Ain par circonscription

| Circonscription | Député sortant        | Parti                 | Parti                 | Député élu ou réélu | Parti | Parti     |
| --------------- | --------------------- | --------------------- | --------------------- | ------------------- | ----- | --------- |
| 1re             | Scrutin proportionnel | Scrutin proportionnel | Scrutin proportionnel | Jacques Boyon       |       | RPR       |
| 2e              | Scrutin proportionnel | Scrutin proportionnel | Scrutin proportionnel | Lucien Guichon      |       | RPR       |
| 3e              | Scrutin proportionnel | Scrutin proportionnel | Scrutin proportionnel | Charles Millon      |       | UDF (PR)  |
| 4e              | Scrutin proportionnel | Scrutin proportionnel | Scrutin proportionnel | Michel Voisin       |       | UDF (CDS) |

## Aisne

Députés élus de l'Aisne par circonscription

| Circonscription | Député sortant        | Parti                 | Parti                 | Député élu            | Parti | Parti     |
| --------------- | --------------------- | --------------------- | --------------------- | --------------------- | ----- | --------- |
| 1re             | Scrutin proportionnel | Scrutin proportionnel | Scrutin proportionnel | René Dosière          |       | PS        |
| 2e              | Scrutin proportionnel | Scrutin proportionnel | Scrutin proportionnel | Daniel Le Meur        |       | PCF       |
| 3e              | Scrutin proportionnel | Scrutin proportionnel | Scrutin proportionnel | Jean-Pierre Balligand |       | PS        |
| 4e              | Scrutin proportionnel | Scrutin proportionnel | Scrutin proportionnel | Bernard Lefranc       |       | PS        |
| 5e              | Scrutin proportionnel | Scrutin proportionnel | Scrutin proportionnel | André Rossi           |       | UDF (Rad) |

## Allier

Députés élus de l'Allier par circonscription

| Circonscription | Député sortant        | Parti                 | Parti                 | Député élu           | Parti | Parti |
| --------------- | --------------------- | --------------------- | --------------------- | -------------------- | ----- | ----- |
| 1re             | Scrutin proportionnel | Scrutin proportionnel | Scrutin proportionnel | François Colcombet   |       | PS    |
| 2e              | Scrutin proportionnel | Scrutin proportionnel | Scrutin proportionnel | Pierre Goldberg      |       | PCF   |
| 3e              | Scrutin proportionnel | Scrutin proportionnel | Scrutin proportionnel | André Lajoinie       |       | PCF   |
| 4e              | Scrutin proportionnel | Scrutin proportionnel | Scrutin proportionnel | Jean-Michel Belorgey |       | PS    |

## Alpes-de-Haute-Provence

Députés élus des Alpes-de-Haute-Provence par circonscription

| Circonscription | Député sortant        | Parti                 | Parti                 | Député élu      | Parti | Parti |
| --------------- | --------------------- | --------------------- | --------------------- | --------------- | ----- | ----- |
| 1re             | Scrutin proportionnel | Scrutin proportionnel | Scrutin proportionnel | François Massot |       | PS    |
| 2e              | Scrutin proportionnel | Scrutin proportionnel | Scrutin proportionnel | André Bellon    |       | PS    |

## Hautes-Alpes

Députés élus des Hautes-Alpes par circonscription

| Circonscription | Député sortant        | Parti                 | Parti                 | Député élu ou réélu | Parti | Parti |
| --------------- | --------------------- | --------------------- | --------------------- | ------------------- | ----- | ----- |
| 1re             | Scrutin proportionnel | Scrutin proportionnel | Scrutin proportionnel | Daniel Chevallier   |       | PS    |
| 2e              | Scrutin proportionnel | Scrutin proportionnel | Scrutin proportionnel | Patrick Ollier      |       | RPR   |

## Alpes-Maritimes

Députés élus des Alpes-Maritimes par circonscription

| Circonscription | Député sortant        | Parti                 | Parti                 | Député élu ou réélu | Parti | Parti     |
| --------------- | --------------------- | --------------------- | --------------------- | ------------------- | ----- | --------- |
| 1re             | Scrutin proportionnel | Scrutin proportionnel | Scrutin proportionnel | Charles Ehrmann     |       | UDF (PR)  |
| 2e              | Scrutin proportionnel | Scrutin proportionnel | Scrutin proportionnel | Martine Daugreilh   |       | RPR       |
| 3e              | Scrutin proportionnel | Scrutin proportionnel | Scrutin proportionnel | Rudy Salles         |       | UDF (PR)  |
| 4e              | Scrutin proportionnel | Scrutin proportionnel | Scrutin proportionnel | Emmanuel Aubert     |       | RPR       |
| 5e              | Scrutin proportionnel | Scrutin proportionnel | Scrutin proportionnel | Christian Estrosi   |       | RPR       |
| 6e              | Scrutin proportionnel | Scrutin proportionnel | Scrutin proportionnel | Suzanne Sauvaigo    |       | RPR       |
| 7e              | Scrutin proportionnel | Scrutin proportionnel | Scrutin proportionnel | Pierre Merli        |       | UDF (Rad) |
| 8e              | Scrutin proportionnel | Scrutin proportionnel | Scrutin proportionnel | Louise Moreau       |       | UDF (AD)  |
| 9e              | Scrutin proportionnel | Scrutin proportionnel | Scrutin proportionnel | Pierre Bachelet     |       | RPR       |

## Ardèche

Députés élus de l'Ardèche par circonscription

| Circonscription | Député sortant        | Parti                 | Parti                 | Député élu        | Parti | Parti |
| --------------- | --------------------- | --------------------- | --------------------- | ----------------- | ----- | ----- |
| 1re             | Scrutin proportionnel | Scrutin proportionnel | Scrutin proportionnel | Robert Chapuis    |       | PS    |
| 2e              | Scrutin proportionnel | Scrutin proportionnel | Scrutin proportionnel | Régis Perbet      |       | RPR   |
| 3e              | Scrutin proportionnel | Scrutin proportionnel | Scrutin proportionnel | Jean-Marie Alaize |       | PS    |

## Ardennes

Députés élus des Ardennes par circonscription

| Circonscription | Député sortant        | Parti                 | Parti                 | Député élu ou réélu | Parti | Parti |
| --------------- | --------------------- | --------------------- | --------------------- | ------------------- | ----- | ----- |
| 1re             | Scrutin proportionnel | Scrutin proportionnel | Scrutin proportionnel | Roger Mas           |       | PS    |
| 2e              | Scrutin proportionnel | Scrutin proportionnel | Scrutin proportionnel | Gérard Istace       |       | PS    |
| 3e              | Scrutin proportionnel | Scrutin proportionnel | Scrutin proportionnel | Jean-Paul Bachy     |       | PS    |

## Ariège

Députés élus de l'Ariège par circonscription

| Circonscription | Député sortant        | Parti                 | Parti                 | Député élu         | Parti | Parti |
| --------------- | --------------------- | --------------------- | --------------------- | ------------------ | ----- | ----- |
| 1re             | Scrutin proportionnel | Scrutin proportionnel | Scrutin proportionnel | Augustin Bonrepaux |       | PS    |
| 2e              | Scrutin proportionnel | Scrutin proportionnel | Scrutin proportionnel | René Massat        |       | PS    |

## Aube

Députés élus de l'Aube par circonscription

| Circonscription | Député sortant        | Parti                 | Parti                 | Député élu ou réélu | Parti | Parti    |
| --------------- | --------------------- | --------------------- | --------------------- | ------------------- | ----- | -------- |
| 1re             | Scrutin proportionnel | Scrutin proportionnel | Scrutin proportionnel | Pierre Micaux       |       | UDF (AD) |
| 2e              | Scrutin proportionnel | Scrutin proportionnel | Scrutin proportionnel | Robert Galley       |       | RPR      |
| 3e              | Scrutin proportionnel | Scrutin proportionnel | Scrutin proportionnel | Michel Cartelet     |       | PS       |

## Aude

Députés élus de l'Aude par circonscription

| Circonscription | Député sortant        | Parti                 | Parti                 | Député élu        | Parti | Parti |
| --------------- | --------------------- | --------------------- | --------------------- | ----------------- | ----- | ----- |
| 1re             | Scrutin proportionnel | Scrutin proportionnel | Scrutin proportionnel | Joseph Vidal      |       | PS    |
| 2e              | Scrutin proportionnel | Scrutin proportionnel | Scrutin proportionnel | Régis Barailla    |       | PS    |
| 3e              | Scrutin proportionnel | Scrutin proportionnel | Scrutin proportionnel | Jacques Cambolive |       | PS    |

## Aveyron

Députés élus de l'Aveyron par circonscription

| Circonscription | Député sortant        | Parti                 | Parti                 | Député élu ou réélu | Parti | Parti     |
| --------------- | --------------------- | --------------------- | --------------------- | ------------------- | ----- | --------- |
| 1re             | Scrutin proportionnel | Scrutin proportionnel | Scrutin proportionnel | Jean Briane         |       | UDF (CDS) |
| 2e              | Scrutin proportionnel | Scrutin proportionnel | Scrutin proportionnel | Jean Rigal          |       | MRG       |
| 3e              | Scrutin proportionnel | Scrutin proportionnel | Scrutin proportionnel | Jacques Godfrain    |       | RPR       |

## Bouches-du-Rhône

Députés élus des Bouches-du-Rhône par circonscription

| Circonscription | Député sortant        | Parti                 | Parti                 | Député élu ou réélu    | Parti | Parti     |
| --------------- | --------------------- | --------------------- | --------------------- | ---------------------- | ----- | --------- |
| 1re             | Scrutin proportionnel | Scrutin proportionnel | Scrutin proportionnel | Roland Blum            |       | UDF (PR)  |
| 2e              | Scrutin proportionnel | Scrutin proportionnel | Scrutin proportionnel | Jean-Claude Gaudin     |       | UDF (PR)  |
| 3e              | Scrutin proportionnel | Scrutin proportionnel | Scrutin proportionnel | Philippe Sanmarco      |       | PS        |
| 4e              | Scrutin proportionnel | Scrutin proportionnel | Scrutin proportionnel | Guy Hermier            |       | PCF       |
| 5e              | Scrutin proportionnel | Scrutin proportionnel | Scrutin proportionnel | Janine Écochard        |       | PS        |
| 6e              | Scrutin proportionnel | Scrutin proportionnel | Scrutin proportionnel | Guy Teissier           |       | UDF (PR)  |
| 7e              | Scrutin proportionnel | Scrutin proportionnel | Scrutin proportionnel | Michel Pezet           |       | PS        |
| 8e              | Scrutin proportionnel | Scrutin proportionnel | Scrutin proportionnel | Marius Masse           |       | PS        |
| 9e              | Scrutin proportionnel | Scrutin proportionnel | Scrutin proportionnel | Jean Tardito           |       | PCF       |
| 10e             | Scrutin proportionnel | Scrutin proportionnel | Scrutin proportionnel | Yves Vidal             |       | PS        |
| 11e             | Scrutin proportionnel | Scrutin proportionnel | Scrutin proportionnel | Christian Kert         |       | UDF (CDS) |
| 12e             | Scrutin proportionnel | Scrutin proportionnel | Scrutin proportionnel | Henri d'Attilio        |       | PS        |
| 13e             | Scrutin proportionnel | Scrutin proportionnel | Scrutin proportionnel | Paul Lombard           |       | PCF       |
| 14e             | Scrutin proportionnel | Scrutin proportionnel | Scrutin proportionnel | Jean-Pierre de Peretti |       | UDF (CDS) |
| 15e             | Scrutin proportionnel | Scrutin proportionnel | Scrutin proportionnel | Léon Vachet            |       | RPR       |
| 16e             | Scrutin proportionnel | Scrutin proportionnel | Scrutin proportionnel | Michel Vauzelle        |       | PS        |

## Calvados

Députés élus du Calvados par circonscription

| Circonscription | Député sortant        | Parti                 | Parti                 | Député élu ou réélu  | Parti | Parti    |
| --------------- | --------------------- | --------------------- | --------------------- | -------------------- | ----- | -------- |
| 1re             | Scrutin proportionnel | Scrutin proportionnel | Scrutin proportionnel | Francis Saint-Ellier |       | UDF (PR) |
| 2e              | Scrutin proportionnel | Scrutin proportionnel | Scrutin proportionnel | Louis Mexandeau      |       | PS       |
| 3e              | Scrutin proportionnel | Scrutin proportionnel | Scrutin proportionnel | Yvette Roudy         |       | PS       |
| 4e              | Scrutin proportionnel | Scrutin proportionnel | Scrutin proportionnel | Michel d'Ornano      |       | UDF (PR) |
| 5e              | Scrutin proportionnel | Scrutin proportionnel | Scrutin proportionnel | François d'Harcourt  |       | CNIP     |
| 6e              | Scrutin proportionnel | Scrutin proportionnel | Scrutin proportionnel | René Garrec          |       | UDF (PR) |

## Cantal

Députés élus du Cantal par circonscription

| Circonscription | Député sortant        | Parti                 | Parti                 | Député élu ou réélu | Parti | Parti    |
| --------------- | --------------------- | --------------------- | --------------------- | ------------------- | ----- | -------- |
| 1re             | Scrutin proportionnel | Scrutin proportionnel | Scrutin proportionnel | Yves Coussain       |       | UDF (PR) |
| 2e              | Scrutin proportionnel | Scrutin proportionnel | Scrutin proportionnel | Pierre Raynal       |       | RPR      |

## Charente

Députés élus de la Charente par circonscription

| Circonscription | Député sortant        | Parti                 | Parti                 | Député élu ou réélu   | Parti | Parti     |
| --------------- | --------------------- | --------------------- | --------------------- | --------------------- | ----- | --------- |
| 1re             | Scrutin proportionnel | Scrutin proportionnel | Scrutin proportionnel | Georges Chavanes      |       | UDF (CDS) |
| 2e              | Scrutin proportionnel | Scrutin proportionnel | Scrutin proportionnel | Pierre-Rémy Houssin   |       | RPR       |
| 3e              | Scrutin proportionnel | Scrutin proportionnel | Scrutin proportionnel | Jérôme Lambert        |       | PS        |
| 4e              | Scrutin proportionnel | Scrutin proportionnel | Scrutin proportionnel | Jean-Michel Boucheron |       | PS        |

## Charente-Maritime

Députés élus de la Charente-Maritime par circonscription

| Circonscription | Député sortant        | Parti                 | Parti                 | Député élu ou réélu | Parti | Parti    |
| --------------- | --------------------- | --------------------- | --------------------- | ------------------- | ----- | -------- |
| 1re             | Scrutin proportionnel | Scrutin proportionnel | Scrutin proportionnel | Michel Crépeau      |       | MRG      |
| 2e              | Scrutin proportionnel | Scrutin proportionnel | Scrutin proportionnel | Jean-Guy Branger    |       | app. UDF |
| 3e              | Scrutin proportionnel | Scrutin proportionnel | Scrutin proportionnel | Roland Beix         |       | PS       |
| 4e              | Scrutin proportionnel | Scrutin proportionnel | Scrutin proportionnel | Philippe Marchand   |       | PS       |
| 5e              | Scrutin proportionnel | Scrutin proportionnel | Scrutin proportionnel | Jean de Lipkowski   |       | RPR      |

## Cher

Députés élus du Cher par circonscription

| Circonscription | Député sortant        | Parti                 | Parti                 | Député élu ou réélu  | Parti | Parti    |
| --------------- | --------------------- | --------------------- | --------------------- | -------------------- | ----- | -------- |
| 1re             | Scrutin proportionnel | Scrutin proportionnel | Scrutin proportionnel | Jean-François Deniau |       | UDF (PR) |
| 2e              | Scrutin proportionnel | Scrutin proportionnel | Scrutin proportionnel | Jacques Rimbault     |       | PCF      |
| 3e              | Scrutin proportionnel | Scrutin proportionnel | Scrutin proportionnel | Alain Calmat         |       | app. PS  |

## Corrèze

Députés élus de la Corrèze par circonscription

| Circonscription | Député sortant        | Parti                 | Parti                 | Député élu ou réélu | Parti | Parti |
| --------------- | --------------------- | --------------------- | --------------------- | ------------------- | ----- | ----- |
| 1re             | Scrutin proportionnel | Scrutin proportionnel | Scrutin proportionnel | François Hollande   |       | PS    |
| 2e              | Scrutin proportionnel | Scrutin proportionnel | Scrutin proportionnel | Jean Charbonnel     |       | RPR   |
| 3e              | Scrutin proportionnel | Scrutin proportionnel | Scrutin proportionnel | Jacques Chirac      |       | RPR   |

## Corse

### Corse-du-Sud
| Circonscription | Député sortant        | Parti                 | Parti                 | Député élu ou réélu      | Parti | Parti    |
| --------------- | --------------------- | --------------------- | --------------------- | ------------------------ | ----- | -------- |
| 1re             | Scrutin proportionnel | Scrutin proportionnel | Scrutin proportionnel | José Rossi               |       | UDF (PR) |
| 2e              | Scrutin proportionnel | Scrutin proportionnel | Scrutin proportionnel | Jean-Paul de Rocca Serra |       | RPR      |

### Haute-Corse
| Circonscription | Député sortant        | Parti                 | Parti                 | Député élu ou réélu | Parti | Parti |
| --------------- | --------------------- | --------------------- | --------------------- | ------------------- | ----- | ----- |
| 1re             | Scrutin proportionnel | Scrutin proportionnel | Scrutin proportionnel | Émile Zuccarelli    |       | MRG   |
| 2e              | Scrutin proportionnel | Scrutin proportionnel | Scrutin proportionnel | Pierre Pasquini     |       | RPR   |

## Côte-d'Or

Députés élus de la Côte-d'Or par circonscription

| Circonscription | Député sortant        | Parti                 | Parti                 | Député élu ou réélu            | Parti | Parti    |
| --------------- | --------------------- | --------------------- | --------------------- | ------------------------------ | ----- | -------- |
| 1re             | Scrutin proportionnel | Scrutin proportionnel | Scrutin proportionnel | Robert Poujade                 |       | RPR      |
| 2e              | Scrutin proportionnel | Scrutin proportionnel | Scrutin proportionnel | Louis de Froissard de Broissia |       | RPR      |
| 3e              | Scrutin proportionnel | Scrutin proportionnel | Scrutin proportionnel | Roland Carraz                  |       | PS       |
| 4e              | Scrutin proportionnel | Scrutin proportionnel | Scrutin proportionnel | Gilbert Mathieu                |       | UDF (PR) |
| 5e              | Scrutin proportionnel | Scrutin proportionnel | Scrutin proportionnel | François Patriat               |       | PS       |

## Côtes-du-Nord

Députés élus des Côtes-du-Nord par circonscription

| Circonscription | Député sortant        | Parti                 | Parti                 | Député élu ou réélu | Parti | Parti |
| --------------- | --------------------- | --------------------- | --------------------- | ------------------- | ----- | ----- |
| 1re             | Scrutin proportionnel | Scrutin proportionnel | Scrutin proportionnel | Yves Dollo          |       | PS    |
| 2e              | Scrutin proportionnel | Scrutin proportionnel | Scrutin proportionnel | Charles Josselin    |       | PS    |
| 3e              | Scrutin proportionnel | Scrutin proportionnel | Scrutin proportionnel | Didier Chouat       |       | PS    |
| 4e              | Scrutin proportionnel | Scrutin proportionnel | Scrutin proportionnel | Maurice Briand      |       | PS    |
| 5e              | Scrutin proportionnel | Scrutin proportionnel | Scrutin proportionnel | Pierre-Yvon Trémel  |       | PS    |

## Creuse

Députés élus de la Creuse par circonscription

| Circonscription | Député sortant        | Parti                 | Parti                 | Député élu ou réélu | Parti | Parti |
| --------------- | --------------------- | --------------------- | --------------------- | ------------------- | ----- | ----- |
| 1re             | Scrutin proportionnel | Scrutin proportionnel | Scrutin proportionnel | André Lejeune       |       | PS    |
| 2e              | Scrutin proportionnel | Scrutin proportionnel | Scrutin proportionnel | Gaston Rimareix     |       | PS    |

## Dordogne

Députés élus de la Dordogne par circonscription

| Circonscription | Député sortant        | Parti                 | Parti                 | Député élu ou réélu | Parti | Parti |
| --------------- | --------------------- | --------------------- | --------------------- | ------------------- | ----- | ----- |
| 1re             | Scrutin proportionnel | Scrutin proportionnel | Scrutin proportionnel | Bernard Bioulac     |       | PS    |
| 2e              | Scrutin proportionnel | Scrutin proportionnel | Scrutin proportionnel | Michel Suchod       |       | PS    |
| 3e              | Scrutin proportionnel | Scrutin proportionnel | Scrutin proportionnel | Alain Paul Bonnet   |       | MRG   |
| 4e              | Scrutin proportionnel | Scrutin proportionnel | Scrutin proportionnel | Roland Dumas        |       | PS    |

## Doubs

Députés élus du Doubs par circonscription

| Circonscription | Député sortant        | Parti                 | Parti                 | Député élu ou réélu  | Parti | Parti     |
| --------------- | --------------------- | --------------------- | --------------------- | -------------------- | ----- | --------- |
| 1re             | Scrutin proportionnel | Scrutin proportionnel | Scrutin proportionnel | Robert Schwint       |       | PS        |
| 2e              | Scrutin proportionnel | Scrutin proportionnel | Scrutin proportionnel | Michel Jacquemin     |       | UDF (CDS) |
| 3e              | Scrutin proportionnel | Scrutin proportionnel | Scrutin proportionnel | Guy Bêche            |       | PS        |
| 4e              | Scrutin proportionnel | Scrutin proportionnel | Scrutin proportionnel | Huguette Bouchardeau |       | app. PS   |
| 5e              | Scrutin proportionnel | Scrutin proportionnel | Scrutin proportionnel | Roland Vuillaume     |       | RPR       |

## Drôme

Députés élus de la Drôme par circonscription

| Circonscription | Député sortant        | Parti                 | Parti                 | Député élu     | Parti | Parti         |
| --------------- | --------------------- | --------------------- | --------------------- | -------------- | ----- | ------------- |
| 1re             | Scrutin proportionnel | Scrutin proportionnel | Scrutin proportionnel | Roger Léron    |       | PS            |
| 2e              | Scrutin proportionnel | Scrutin proportionnel | Scrutin proportionnel | Alain Fort     |       | PS            |
| 3e              | Scrutin proportionnel | Scrutin proportionnel | Scrutin proportionnel | Henri Michel   |       | PS            |
| 4e              | Scrutin proportionnel | Scrutin proportionnel | Scrutin proportionnel | Georges Durand |       | Divers droite |

## Eure

Députés élus de l'Eure par circonscription

| Circonscription | Député sortant        | Parti                 | Parti                 | Député élu ou réélu    | Parti | Parti    |
| --------------- | --------------------- | --------------------- | --------------------- | ---------------------- | ----- | -------- |
| 1re             | Scrutin proportionnel | Scrutin proportionnel | Scrutin proportionnel | Jean-Louis Debré       |       | RPR      |
| 2e              | Scrutin proportionnel | Scrutin proportionnel | Scrutin proportionnel | Alfred Recours         |       | PS       |
| 3e              | Scrutin proportionnel | Scrutin proportionnel | Scrutin proportionnel | Ladislas Poniatowski   |       | UDF (PR) |
| 4e              | Scrutin proportionnel | Scrutin proportionnel | Scrutin proportionnel | François Loncle        |       | PS       |
| 5e              | Scrutin proportionnel | Scrutin proportionnel | Scrutin proportionnel | Freddy Deschaux-Beaume |       | PS       |

## Eure-et-Loir

Députés élus d'Eure-et-Loir par circonscription

| Circonscription | Député sortant        | Parti                 | Parti                 | Député élu ou réélu | Parti | Parti    |
| --------------- | --------------------- | --------------------- | --------------------- | ------------------- | ----- | -------- |
| 1re             | Scrutin proportionnel | Scrutin proportionnel | Scrutin proportionnel | Georges Lemoine     |       | PS       |
| 2e              | Scrutin proportionnel | Scrutin proportionnel | Scrutin proportionnel | Martial Taugourdeau |       | RPR      |
| 3e              | Scrutin proportionnel | Scrutin proportionnel | Scrutin proportionnel | Bertrand Gallet     |       | PS       |
| 4e              | Scrutin proportionnel | Scrutin proportionnel | Scrutin proportionnel | Maurice Dousset     |       | UDF (PR) |

## Finistère

Députés élus du Finistère par circonscription

| Circonscription | Député sortant        | Parti                 | Parti                 | Député élu ou réélu | Parti | Parti     |
| --------------- | --------------------- | --------------------- | --------------------- | ------------------- | ----- | --------- |
| 1re             | Scrutin proportionnel | Scrutin proportionnel | Scrutin proportionnel | Bernard Poignant    |       | PS        |
| 2e              | Scrutin proportionnel | Scrutin proportionnel | Scrutin proportionnel | Joseph Gourmelon    |       | PS        |
| 3e              | Scrutin proportionnel | Scrutin proportionnel | Scrutin proportionnel | Jean-Louis Goasduff |       | RPR       |
| 4e              | Scrutin proportionnel | Scrutin proportionnel | Scrutin proportionnel | Marie Jacq          |       | PS        |
| 5e              | Scrutin proportionnel | Scrutin proportionnel | Scrutin proportionnel | Charles Miossec     |       | RPR       |
| 6e              | Scrutin proportionnel | Scrutin proportionnel | Scrutin proportionnel | Jean-Yves Cozan     |       | UDF (CDS) |
| 7e              | Scrutin proportionnel | Scrutin proportionnel | Scrutin proportionnel | Ambroise Guellec    |       | UDF (CDS) |
| 8e              | Scrutin proportionnel | Scrutin proportionnel | Scrutin proportionnel | Louis Le Pensec     |       | PS        |

## Gard

Députés élus du Gard par circonscription

| Circonscription | Député sortant        | Parti                 | Parti                 | Député élu ou réélu   | Parti | Parti     |
| --------------- | --------------------- | --------------------- | --------------------- | --------------------- | ----- | --------- |
| 1re             | Scrutin proportionnel | Scrutin proportionnel | Scrutin proportionnel | Jean Bousquet         |       | UDF (Rad) |
| 2e              | Scrutin proportionnel | Scrutin proportionnel | Scrutin proportionnel | Jean-Marie Cambacérès |       | PS        |
| 3e              | Scrutin proportionnel | Scrutin proportionnel | Scrutin proportionnel | Georges Benedetti     |       | PS        |
| 4e              | Scrutin proportionnel | Scrutin proportionnel | Scrutin proportionnel | Gilbert Millet        |       | PCF       |
| 5e              | Scrutin proportionnel | Scrutin proportionnel | Scrutin proportionnel | Alain Journet         |       | PS        |

## Haute-Garonne

Députés élus de la Haute-Garonne par circonscription

| Circonscription | Député sortant        | Parti                 | Parti                 | Député élu ou réélu   | Parti | Parti     |
| --------------- | --------------------- | --------------------- | --------------------- | --------------------- | ----- | --------- |
| 1re             | Scrutin proportionnel | Scrutin proportionnel | Scrutin proportionnel | Dominique Baudis      |       | UDF (CDS) |
| 2e              | Scrutin proportionnel | Scrutin proportionnel | Scrutin proportionnel | Gérard Bapt           |       | PS        |
| 3e              | Scrutin proportionnel | Scrutin proportionnel | Scrutin proportionnel | Claude Ducert         |       | PS        |
| 4e              | Scrutin proportionnel | Scrutin proportionnel | Scrutin proportionnel | Robert Loïdi          |       | PS        |
| 5e              | Scrutin proportionnel | Scrutin proportionnel | Scrutin proportionnel | Jacques Roger-Machart |       | PS        |
| 6e              | Scrutin proportionnel | Scrutin proportionnel | Scrutin proportionnel | Hélène Mignon         |       | PS        |
| 7e              | Scrutin proportionnel | Scrutin proportionnel | Scrutin proportionnel | Lionel Jospin         |       | PS        |
| 8e              | Scrutin proportionnel | Scrutin proportionnel | Scrutin proportionnel | Pierre Ortet          |       | PS        |

## Gers

Députés élus du Gers par circonscription

| Circonscription | Député sortant        | Parti                 | Parti                 | Député élu ou réélu | Parti | Parti |
| --------------- | --------------------- | --------------------- | --------------------- | ------------------- | ----- | ----- |
| 1re             | Scrutin proportionnel | Scrutin proportionnel | Scrutin proportionnel | Jean Laborde        |       | PS    |
| 2e              | Scrutin proportionnel | Scrutin proportionnel | Scrutin proportionnel | Jean-Pierre Joseph  |       | PS    |

## Gironde

Députés élus de la Gironde par circonscription

| Circonscription | Député sortant        | Parti                 | Parti                 | Député élu ou réélu   | Parti | Parti    |
| --------------- | --------------------- | --------------------- | --------------------- | --------------------- | ----- | -------- |
| 1re             | Scrutin proportionnel | Scrutin proportionnel | Scrutin proportionnel | Jean Valleix          |       | RPR      |
| 2e              | Scrutin proportionnel | Scrutin proportionnel | Scrutin proportionnel | Jacques Chaban-Delmas |       | RPR      |
| 3e              | Scrutin proportionnel | Scrutin proportionnel | Scrutin proportionnel | Claude Barande        |       | PS       |
| 4e              | Scrutin proportionnel | Scrutin proportionnel | Scrutin proportionnel | Catherine Lalumière   |       | PS       |
| 5e              | Scrutin proportionnel | Scrutin proportionnel | Scrutin proportionnel | Pierre Brana          |       | PS       |
| 6e              | Scrutin proportionnel | Scrutin proportionnel | Scrutin proportionnel | Michel Sainte-Marie   |       | PS       |
| 7e              | Scrutin proportionnel | Scrutin proportionnel | Scrutin proportionnel | Pierre Ducout         |       | PS       |
| 8e              | Scrutin proportionnel | Scrutin proportionnel | Scrutin proportionnel | Robert Cazalet        |       | UDF (PR) |
| 9e              | Scrutin proportionnel | Scrutin proportionnel | Scrutin proportionnel | Pierre Lagorce        |       | PS       |
| 10e             | Scrutin proportionnel | Scrutin proportionnel | Scrutin proportionnel | Gilbert Mitterrand    |       | PS       |
| 11e             | Scrutin proportionnel | Scrutin proportionnel | Scrutin proportionnel | Bernard Madrelle      |       | PS       |

## Hérault

Députés élus de l'Hérault par circonscription

| Circonscription | Député sortant        | Parti                 | Parti                 | Député élu      | Parti | Parti    |
| --------------- | --------------------- | --------------------- | --------------------- | --------------- | ----- | -------- |
| 1re             | Scrutin proportionnel | Scrutin proportionnel | Scrutin proportionnel | Willy Diméglio  |       | UDF (PR) |
| 2e              | Scrutin proportionnel | Scrutin proportionnel | Scrutin proportionnel | Gérard Saumade  |       | PS       |
| 3e              | Scrutin proportionnel | Scrutin proportionnel | Scrutin proportionnel | René Couveinhes |       | RPR      |
| 4e              | Scrutin proportionnel | Scrutin proportionnel | Scrutin proportionnel | Georges Frêche  |       | PS       |
| 5e              | Scrutin proportionnel | Scrutin proportionnel | Scrutin proportionnel | Bernard Nayral  |       | PS       |
| 6e              | Scrutin proportionnel | Scrutin proportionnel | Scrutin proportionnel | Alain Barrau    |       | PS       |
| 7e              | Scrutin proportionnel | Scrutin proportionnel | Scrutin proportionnel | Jean Lacombe    |       | PS       |

## Ille-et-Vilaine

Députés élus d'Ille-et-Vilaine par circonscription

| Circonscription | Député sortant        | Parti                 | Parti                 | Député élu ou réélu   | Parti | Parti     |
| --------------- | --------------------- | --------------------- | --------------------- | --------------------- | ----- | --------- |
| 1re             | Scrutin proportionnel | Scrutin proportionnel | Scrutin proportionnel | Jean-Michel Boucheron |       | PS        |
| 2e              | Scrutin proportionnel | Scrutin proportionnel | Scrutin proportionnel | Edmond Hervé          |       | PS        |
| 3e              | Scrutin proportionnel | Scrutin proportionnel | Scrutin proportionnel | Yves Fréville         |       | UDF (CDS) |
| 4e              | Scrutin proportionnel | Scrutin proportionnel | Scrutin proportionnel | Alain Madelin         |       | UDF (PR)  |
| 5e              | Scrutin proportionnel | Scrutin proportionnel | Scrutin proportionnel | Pierre Méhaignerie    |       | UDF (CDS) |
| 6e              | Scrutin proportionnel | Scrutin proportionnel | Scrutin proportionnel | Michel Cointat        |       | RPR       |
| 7e              | Scrutin proportionnel | Scrutin proportionnel | Scrutin proportionnel | René Couanau          |       | UDF (CDS) |

## Indre

Députés élus de l'Indre par circonscription

| Circonscription | Député sortant        | Parti                 | Parti                 | Député élu ou réélu  | Parti | Parti |
| --------------- | --------------------- | --------------------- | --------------------- | -------------------- | ----- | ----- |
| 1re             | Scrutin proportionnel | Scrutin proportionnel | Scrutin proportionnel | Jean-Yves Gateaud    |       | PS    |
| 2e              | Scrutin proportionnel | Scrutin proportionnel | Scrutin proportionnel | André Laignel        |       | PS    |
| 3e              | Scrutin proportionnel | Scrutin proportionnel | Scrutin proportionnel | Jean-Paul Chanteguet |       | PS    |

## Indre-et-Loire

Députés élus d'Indre-et-Loire par circonscription

| Circonscription | Député sortant        | Parti                 | Parti                 | Député élu ou réélu | Parti | Parti         |
| --------------- | --------------------- | --------------------- | --------------------- | ------------------- | ----- | ------------- |
| 1re             | Scrutin proportionnel | Scrutin proportionnel | Scrutin proportionnel | Jean Royer          |       | Divers droite |
| 2e              | Scrutin proportionnel | Scrutin proportionnel | Scrutin proportionnel | Bernard Debré       |       | RPR           |
| 3e              | Scrutin proportionnel | Scrutin proportionnel | Scrutin proportionnel | Christiane Mora     |       | PS            |
| 4e              | Scrutin proportionnel | Scrutin proportionnel | Scrutin proportionnel | Jean Proveux        |       | PS            |
| 5e              | Scrutin proportionnel | Scrutin proportionnel | Scrutin proportionnel | Jean-Michel Testu   |       | PS            |

## Isère

Députés élus de l'Isère par circonscription

| Circonscription | Député sortant        | Parti                 | Parti                 | Député élu ou réélu  | Parti | Parti    |
| --------------- | --------------------- | --------------------- | --------------------- | -------------------- | ----- | -------- |
| 1re             | Scrutin proportionnel | Scrutin proportionnel | Scrutin proportionnel | Alain Carignon       |       | RPR      |
| 2e              | Scrutin proportionnel | Scrutin proportionnel | Scrutin proportionnel | Jean-Pierre Luppi    |       | PS       |
| 3e              | Scrutin proportionnel | Scrutin proportionnel | Scrutin proportionnel | Michel Destot        |       | PS       |
| 4e              | Scrutin proportionnel | Scrutin proportionnel | Scrutin proportionnel | Didier Migaud        |       | PS       |
| 5e              | Scrutin proportionnel | Scrutin proportionnel | Scrutin proportionnel | Edwige Avice         |       | PS       |
| 6e              | Scrutin proportionnel | Scrutin proportionnel | Scrutin proportionnel | Alain Moyne-Bressand |       | UDF (PR) |
| 7e              | Scrutin proportionnel | Scrutin proportionnel | Scrutin proportionnel | Georges Colombier    |       | UDF (PR) |
| 8e              | Scrutin proportionnel | Scrutin proportionnel | Scrutin proportionnel | Louis Mermaz         |       | PS       |
| 9e              | Scrutin proportionnel | Scrutin proportionnel | Scrutin proportionnel | Yves Pillet          |       | PS       |

## Jura

Députés élus du Jura par circonscription

| Circonscription | Député sortant        | Parti                 | Parti                 | Député élu ou réélu    | Parti | Parti |
| --------------- | --------------------- | --------------------- | --------------------- | ---------------------- | ----- | ----- |
| 1re             | Scrutin proportionnel | Scrutin proportionnel | Scrutin proportionnel | Alain Brune            |       | PS    |
| 2e              | Scrutin proportionnel | Scrutin proportionnel | Scrutin proportionnel | Jean Charroppin        |       | RPR   |
| 3e              | Scrutin proportionnel | Scrutin proportionnel | Scrutin proportionnel | Jean-Pierre Santa Cruz |       | PS    |

## Landes

Députés élus des Landes par circonscription

| Circonscription | Député sortant        | Parti                 | Parti                 | Député élu ou réélu  | Parti | Parti |
| --------------- | --------------------- | --------------------- | --------------------- | -------------------- | ----- | ----- |
| 1re             | Scrutin proportionnel | Scrutin proportionnel | Scrutin proportionnel | Alain Vidalies       |       | PS    |
| 2e              | Scrutin proportionnel | Scrutin proportionnel | Scrutin proportionnel | Jean-Pierre Pénicaut |       | PS    |
| 3e              | Scrutin proportionnel | Scrutin proportionnel | Scrutin proportionnel | Henri Emmanuelli     |       | PS    |

## Loir-et-Cher

Députés élus de Loir-et-Cher par circonscription

| Circonscription | Député sortant        | Parti                 | Parti                 | Député élu ou réélu | Parti | Parti    |
| --------------- | --------------------- | --------------------- | --------------------- | ------------------- | ----- | -------- |
| 1re             | Scrutin proportionnel | Scrutin proportionnel | Scrutin proportionnel | Jack Lang           |       | PS       |
| 2e              | Scrutin proportionnel | Scrutin proportionnel | Scrutin proportionnel | Jeanny Lorgeoux     |       | PS       |
| 3e              | Scrutin proportionnel | Scrutin proportionnel | Scrutin proportionnel | Jean Desanlis       |       | UDF (AD) |

## Loire

Députés élus de la Loire par circonscription

| Circonscription | Député sortant        | Parti                 | Parti                 | Député élu ou réélu   | Parti | Parti     |
| --------------- | --------------------- | --------------------- | --------------------- | --------------------- | ----- | --------- |
| 1re             | Scrutin proportionnel | Scrutin proportionnel | Scrutin proportionnel | Jean-Pierre Philibert |       | UDF (PR)  |
| 2e              | Scrutin proportionnel | Scrutin proportionnel | Scrutin proportionnel | Christian Cabal       |       | RPR       |
| 3e              | Scrutin proportionnel | Scrutin proportionnel | Scrutin proportionnel | François Rochebloine  |       | UDF (CDS) |
| 4e              | Scrutin proportionnel | Scrutin proportionnel | Scrutin proportionnel | Théo Vial-Massat      |       | PCF       |
| 5e              | Scrutin proportionnel | Scrutin proportionnel | Scrutin proportionnel | Jean Auroux           |       | PS        |
| 6e              | Scrutin proportionnel | Scrutin proportionnel | Scrutin proportionnel | Pascal Clément        |       | UDF (PR)  |
| 7e              | Scrutin proportionnel | Scrutin proportionnel | Scrutin proportionnel | Henri Bayard          |       | UDF (PR)  |

## Haute-Loire

Députés élus de la Haute-Loire par circonscription

| Circonscription | Député sortant        | Parti                 | Parti                 | Député élu ou réélu | Parti | Parti     |
| --------------- | --------------------- | --------------------- | --------------------- | ------------------- | ----- | --------- |
| 1re             | Scrutin proportionnel | Scrutin proportionnel | Scrutin proportionnel | Jacques Barrot      |       | UDF (CDS) |
| 2e              | Scrutin proportionnel | Scrutin proportionnel | Scrutin proportionnel | Jean Proriol        |       | UDF (PR)  |

## Loire-Atlantique

Députés élus de la Loire-Atlantique par circonscription

| Circonscription | Député sortant        | Parti                 | Parti                 | Député élu ou réélu             | Parti | Parti     |
| --------------- | --------------------- | --------------------- | --------------------- | ------------------------------- | ----- | --------- |
| 1re             | Scrutin proportionnel | Scrutin proportionnel | Scrutin proportionnel | Monique Papon                   |       | UDF (CDS) |
| 2e              | Scrutin proportionnel | Scrutin proportionnel | Scrutin proportionnel | Élisabeth Hubert                |       | RPR       |
| 3e              | Scrutin proportionnel | Scrutin proportionnel | Scrutin proportionnel | Jean-Marc Ayrault               |       | PS        |
| 4e              | Scrutin proportionnel | Scrutin proportionnel | Scrutin proportionnel | Jacques Floch                   |       | PS        |
| 5e              | Scrutin proportionnel | Scrutin proportionnel | Scrutin proportionnel | Édouard Landrain                |       | UDF (CDS) |
| 6e              | Scrutin proportionnel | Scrutin proportionnel | Scrutin proportionnel | Xavier Hunault                  |       | UDF (AD)  |
| 7e              | Scrutin proportionnel | Scrutin proportionnel | Scrutin proportionnel | Olivier Guichard                |       | RPR       |
| 8e              | Scrutin proportionnel | Scrutin proportionnel | Scrutin proportionnel | Claude Évin                     |       | PS        |
| 9e              | Scrutin proportionnel | Scrutin proportionnel | Scrutin proportionnel | Lucien Richard                  |       | RPR       |
| 10e             | Scrutin proportionnel | Scrutin proportionnel | Scrutin proportionnel | Joseph-Henri Maujoüan du Gasset |       | UDF (PR)  |

## Loiret

Députés élus du Loiret par circonscription

| Circonscription | Député sortant        | Parti                 | Parti                 | Député élu ou réélu | Parti | Parti |
| --------------- | --------------------- | --------------------- | --------------------- | ------------------- | ----- | ----- |
| 1re             | Scrutin proportionnel | Scrutin proportionnel | Scrutin proportionnel | Jean-Pierre Sueur   |       | PS    |
| 2e              | Scrutin proportionnel | Scrutin proportionnel | Scrutin proportionnel | Éric Doligé         |       | RPR   |
| 3e              | Scrutin proportionnel | Scrutin proportionnel | Scrutin proportionnel | Jean-Pierre Lapaire |       | PS    |
| 4e              | Scrutin proportionnel | Scrutin proportionnel | Scrutin proportionnel | Xavier Deniau       |       | RPR   |
| 5e              | Scrutin proportionnel | Scrutin proportionnel | Scrutin proportionnel | Jean-Paul Charié    |       | RPR   |

## Lot

Députés élus du Lot par circonscription

| Circonscription | Député sortant        | Parti                 | Parti                 | Député élu ou réélu | Parti | Parti |
| --------------- | --------------------- | --------------------- | --------------------- | ------------------- | ----- | ----- |
| 1re             | Scrutin proportionnel | Scrutin proportionnel | Scrutin proportionnel | Bernard Charles     |       | MRG   |
| 2e              | Scrutin proportionnel | Scrutin proportionnel | Scrutin proportionnel | Martin Malvy        |       | PS    |

## Lot-et-Garonne

Députés élus de Lot-et-Garonne par circonscription

| Circonscription | Député sortant        | Parti                 | Parti                 | Député élu ou réélu | Parti | Parti     |
| --------------- | --------------------- | --------------------- | --------------------- | ------------------- | ----- | --------- |
| 1re             | Scrutin proportionnel | Scrutin proportionnel | Scrutin proportionnel | Paul Chollet        |       | UDF (CDS) |
| 2e              | Scrutin proportionnel | Scrutin proportionnel | Scrutin proportionnel | Gérard Gouzes       |       | PS        |
| 3e              | Scrutin proportionnel | Scrutin proportionnel | Scrutin proportionnel | Marcel Garrouste    |       | PS        |

## Lozère

Députés élus de la Lozère par circonscription

| Circonscription | Député sortant        | Parti                 | Parti                 | Député élu ou réélu | Parti | Parti     |
| --------------- | --------------------- | --------------------- | --------------------- | ------------------- | ----- | --------- |
| 1re             | Scrutin proportionnel | Scrutin proportionnel | Scrutin proportionnel | Adrien Durand       |       | UDF (Rad) |
| 2e              | Scrutin proportionnel | Scrutin proportionnel | Scrutin proportionnel | Jacques Blanc       |       | UDF (PR)  |

## Maine-et-Loire

Députés élus de Maine-et-Loire par circonscription

| Circonscription | Député sortant        | Parti                 | Parti                 | Député élu ou réélu | Parti | Parti     |
| --------------- | --------------------- | --------------------- | --------------------- | ------------------- | ----- | --------- |
| 1re             | Scrutin proportionnel | Scrutin proportionnel | Scrutin proportionnel | Roselyne Bachelot   |       | RPR       |
| 2e              | Scrutin proportionnel | Scrutin proportionnel | Scrutin proportionnel | Hubert Grimault     |       | UDF (CDS) |
| 3e              | Scrutin proportionnel | Scrutin proportionnel | Scrutin proportionnel | Edmond Alphandéry   |       | UDF (CDS) |
| 4e              | Scrutin proportionnel | Scrutin proportionnel | Scrutin proportionnel | Jean Bégault        |       | UDF (AD)  |
| 5e              | Scrutin proportionnel | Scrutin proportionnel | Scrutin proportionnel | Maurice Ligot       |       | UDF (AD)  |
| 6e              | Scrutin proportionnel | Scrutin proportionnel | Scrutin proportionnel | Hervé de Charette   |       | UDF (PR)  |
| 7e              | Scrutin proportionnel | Scrutin proportionnel | Scrutin proportionnel | Marc Laffineur      |       | UDF (AD)  |

## Manche

Députés élus de la Manche par circonscription

| Circonscription | Député sortant        | Parti                 | Parti                 | Député élu ou réélu | Parti | Parti     |
| --------------- | --------------------- | --------------------- | --------------------- | ------------------- | ----- | --------- |
| 1re             | Scrutin proportionnel | Scrutin proportionnel | Scrutin proportionnel | Jean-Marie Daillet  |       | UDF (CDS) |
| 2e              | Scrutin proportionnel | Scrutin proportionnel | Scrutin proportionnel | René André          |       | RPR       |
| 3e              | Scrutin proportionnel | Scrutin proportionnel | Scrutin proportionnel | Alain Cousin        |       | RPR       |
| 4e              | Scrutin proportionnel | Scrutin proportionnel | Scrutin proportionnel | Claude Gatignol     |       | UDF (PR)  |
| 5e              | Scrutin proportionnel | Scrutin proportionnel | Scrutin proportionnel | Olivier Stirn       |       | PS        |

## Marne

Députés élus de la Marne par circonscription

| Circonscription | Député sortant        | Parti                 | Parti                 | Député élu ou réélu | Parti | Parti    |
| --------------- | --------------------- | --------------------- | --------------------- | ------------------- | ----- | -------- |
| 1re             | Scrutin proportionnel | Scrutin proportionnel | Scrutin proportionnel | Jean Falala         |       | RPR      |
| 2e              | Scrutin proportionnel | Scrutin proportionnel | Scrutin proportionnel | Georges Colin       |       | PS       |
| 3e              | Scrutin proportionnel | Scrutin proportionnel | Scrutin proportionnel | Jean-Claude Thomas  |       | RPR      |
| 4e              | Scrutin proportionnel | Scrutin proportionnel | Scrutin proportionnel | Bruno Bourg-Broc    |       | RPR      |
| 5e              | Scrutin proportionnel | Scrutin proportionnel | Scrutin proportionnel | Jean-Pierre Bouquet |       | PS       |
| 6e              | Scrutin proportionnel | Scrutin proportionnel | Scrutin proportionnel | Bernard Stasi       |       | UDF (PR) |

## Haute-Marne

Députés élus de la Haute-Marne par circonscription

| Circonscription | Député sortant        | Parti                 | Parti                 | Député élu ou réélu | Parti | Parti    |
| --------------- | --------------------- | --------------------- | --------------------- | ------------------- | ----- | -------- |
| 1re             | Scrutin proportionnel | Scrutin proportionnel | Scrutin proportionnel | Charles Fèvre       |       | UDF (PR) |
| 2e              | Scrutin proportionnel | Scrutin proportionnel | Scrutin proportionnel | Guy Chanfrault      |       | PS       |

## Mayenne

Députés élus de la Mayenne par circonscription

| Circonscription | Député sortant        | Parti                 | Parti                 | Député élu ou réélu | Parti | Parti    |
| --------------- | --------------------- | --------------------- | --------------------- | ------------------- | ----- | -------- |
| 1re             | Scrutin proportionnel | Scrutin proportionnel | Scrutin proportionnel | François d'Aubert   |       | UDF (PR) |
| 2e              | Scrutin proportionnel | Scrutin proportionnel | Scrutin proportionnel | Henri de Gastines   |       | RPR      |
| 3e              | Scrutin proportionnel | Scrutin proportionnel | Scrutin proportionnel | Roger Lestas        |       | app. UDF |

## Meurthe-et-Moselle

Députés élus de Meurthe-et-Moselle par circonscription

| Circonscription | Député sortant        | Parti                 | Parti                 | Député élu ou réélu | Parti | Parti     |
| --------------- | --------------------- | --------------------- | --------------------- | ------------------- | ----- | --------- |
| 1re             | Scrutin proportionnel | Scrutin proportionnel | Scrutin proportionnel | André Rossinot      |       | UDF (Rad) |
| 2e              | Scrutin proportionnel | Scrutin proportionnel | Scrutin proportionnel | Job Durupt          |       | PS        |
| 3e              | Scrutin proportionnel | Scrutin proportionnel | Scrutin proportionnel | Claude Gaillard     |       | UDF (PR)  |
| 4e              | Scrutin proportionnel | Scrutin proportionnel | Scrutin proportionnel | Daniel Reiner       |       | PS        |
| 5e              | Scrutin proportionnel | Scrutin proportionnel | Scrutin proportionnel | Michel Dinet        |       | PS        |
| 6e              | Scrutin proportionnel | Scrutin proportionnel | Scrutin proportionnel | Jean-Yves Le Déaut  |       | PS        |
| 7e              | Scrutin proportionnel | Scrutin proportionnel | Scrutin proportionnel | Jean-Paul Durieux   |       | PS        |

## Meuse

Députés élus de la Meuse par circonscription

| Circonscription | Député sortant        | Parti                 | Parti                 | Député élu ou réélu | Parti | Parti    |
| --------------- | --------------------- | --------------------- | --------------------- | ------------------- | ----- | -------- |
| 1re             | Scrutin proportionnel | Scrutin proportionnel | Scrutin proportionnel | Gérard Longuet      |       | UDF (PR) |
| 2e              | Scrutin proportionnel | Scrutin proportionnel | Scrutin proportionnel | Jean-Louis Dumont   |       | PS       |

## Morbihan

Députés élus du Morbihan par circonscription

| Circonscription | Député sortant        | Parti                 | Parti                 | Député élu ou réélu   | Parti | Parti     |
| --------------- | --------------------- | --------------------- | --------------------- | --------------------- | ----- | --------- |
| 1re             | Scrutin proportionnel | Scrutin proportionnel | Scrutin proportionnel | Raymond Marcellin     |       | UDF (PR)  |
| 2e              | Scrutin proportionnel | Scrutin proportionnel | Scrutin proportionnel | Aimé Kergueris        |       | UDF (PR)  |
| 3e              | Scrutin proportionnel | Scrutin proportionnel | Scrutin proportionnel | Jean-Charles Cavaillé |       | RPR       |
| 4e              | Scrutin proportionnel | Scrutin proportionnel | Scrutin proportionnel | Loïc Bouvard          |       | UDF (CDS) |
| 5e              | Scrutin proportionnel | Scrutin proportionnel | Scrutin proportionnel | Jean-Yves Le Drian    |       | PS        |
| 6e              | Scrutin proportionnel | Scrutin proportionnel | Scrutin proportionnel | Jean Giovannelli      |       | PS        |

## Moselle

Députés élus de la Moselle par circonscription

| Circonscription | Député sortant        | Parti                 | Parti                 | Député élu ou réélu | Parti | Parti     |
| --------------- | --------------------- | --------------------- | --------------------- | ------------------- | ----- | --------- |
| 1re             | Scrutin proportionnel | Scrutin proportionnel | Scrutin proportionnel | Jean Laurain        |       | PS        |
| 2e              | Scrutin proportionnel | Scrutin proportionnel | Scrutin proportionnel | Denis Jacquat       |       | UDF (PR)  |
| 3e              | Scrutin proportionnel | Scrutin proportionnel | Scrutin proportionnel | Jean-Louis Masson   |       | RPR       |
| 4e              | Scrutin proportionnel | Scrutin proportionnel | Scrutin proportionnel | Aloyse Warhouver    |       | diss. UDF |
| 5e              | Scrutin proportionnel | Scrutin proportionnel | Scrutin proportionnel | Jean Seitlinger     |       | UDF (CDS) |
| 6e              | Scrutin proportionnel | Scrutin proportionnel | Scrutin proportionnel | Charles Metzinger   |       | PS        |
| 7e              | Scrutin proportionnel | Scrutin proportionnel | Scrutin proportionnel | André Berthol       |       | RPR       |
| 8e              | Scrutin proportionnel | Scrutin proportionnel | Scrutin proportionnel | Jean Kiffer         |       | app. RPR  |
| 9e              | Scrutin proportionnel | Scrutin proportionnel | Scrutin proportionnel | Jean-Marie Demange  |       | RPR       |
| 10e             | Scrutin proportionnel | Scrutin proportionnel | Scrutin proportionnel | René Drouin         |       | PS        |

## Nièvre

Députés élus de la Nièvre par circonscription

| Circonscription | Député sortant        | Parti                 | Parti                 | Député élu ou réélu         | Parti | Parti |
| --------------- | --------------------- | --------------------- | --------------------- | --------------------------- | ----- | ----- |
| 1re             | Scrutin proportionnel | Scrutin proportionnel | Scrutin proportionnel | Pierre Bérégovoy            |       | PS    |
| 2e              | Scrutin proportionnel | Scrutin proportionnel | Scrutin proportionnel | Jacques Huyghues des Étages |       | PS    |
| 3e              | Scrutin proportionnel | Scrutin proportionnel | Scrutin proportionnel | Bernard Bardin              |       | PS    |

## Nord

Députés élus du Nord par circonscription

| Circonscription | Député sortant        | Parti                 | Parti                 | Député élu ou réélu  | Parti | Parti         |
| --------------- | --------------------- | --------------------- | --------------------- | -------------------- | ----- | ------------- |
| 1re             | Scrutin proportionnel | Scrutin proportionnel | Scrutin proportionnel | Pierre Mauroy        |       | PS            |
| 2e              | Scrutin proportionnel | Scrutin proportionnel | Scrutin proportionnel | Bernard Derosier     |       | PS            |
| 3e              | Scrutin proportionnel | Scrutin proportionnel | Scrutin proportionnel | Claude Dhinnin       |       | RPR           |
| 4e              | Scrutin proportionnel | Scrutin proportionnel | Scrutin proportionnel | Bruno Durieux        |       | UDF (CDS)     |
| 5e              | Scrutin proportionnel | Scrutin proportionnel | Scrutin proportionnel | Denise Cacheux       |       | PS            |
| 6e              | Scrutin proportionnel | Scrutin proportionnel | Scrutin proportionnel | Robert Anselin       |       | PS            |
| 7e              | Scrutin proportionnel | Scrutin proportionnel | Scrutin proportionnel | Bernard Carton       |       | PS            |
| 8e              | Scrutin proportionnel | Scrutin proportionnel | Scrutin proportionnel | Gérard Vignoble      |       | UDF (CDS)     |
| 9e              | Scrutin proportionnel | Scrutin proportionnel | Scrutin proportionnel | Serge Charles        |       | RPR           |
| 10e             | Scrutin proportionnel | Scrutin proportionnel | Scrutin proportionnel | Jean-Pierre Balduyck |       | PS            |
| 11e             | Scrutin proportionnel | Scrutin proportionnel | Scrutin proportionnel | Yves Durand          |       | PS            |
| 12e             | Scrutin proportionnel | Scrutin proportionnel | Scrutin proportionnel | Albert Denvers       |       | PS            |
| 13e             | Scrutin proportionnel | Scrutin proportionnel | Scrutin proportionnel | Michel Delebarre     |       | PS            |
| 14e             | Scrutin proportionnel | Scrutin proportionnel | Scrutin proportionnel | Charles Paccou       |       | RPR           |
| 15e             | Scrutin proportionnel | Scrutin proportionnel | Scrutin proportionnel | Maurice Sergheraert  |       | Divers droite |
| 16e             | Scrutin proportionnel | Scrutin proportionnel | Scrutin proportionnel | Georges Hage         |       | PCF           |
| 17e             | Scrutin proportionnel | Scrutin proportionnel | Scrutin proportionnel | Marc Dolez           |       | PS            |
| 18e             | Scrutin proportionnel | Scrutin proportionnel | Scrutin proportionnel | Jean Le Garrec       |       | PS            |
| 19e             | Scrutin proportionnel | Scrutin proportionnel | Scrutin proportionnel | Gustave Ansart       |       | PCF           |
| 20e             | Scrutin proportionnel | Scrutin proportionnel | Scrutin proportionnel | Alain Bocquet        |       | PCF           |
| 21e             | Scrutin proportionnel | Scrutin proportionnel | Scrutin proportionnel | Fabien Thiémé        |       | PCF           |
| 22e             | Scrutin proportionnel | Scrutin proportionnel | Scrutin proportionnel | Christian Bataille   |       | PS            |
| 23e             | Scrutin proportionnel | Scrutin proportionnel | Scrutin proportionnel | Umberto Battist      |       | PS            |
| 24e             | Scrutin proportionnel | Scrutin proportionnel | Scrutin proportionnel | Marcel Dehoux        |       | PS            |

## Oise

Députés élus de l'Oise par circonscription

| Circonscription | Député sortant        | Parti                 | Parti                 | Député élu ou réélu    | Parti | Parti         |
| --------------- | --------------------- | --------------------- | --------------------- | ---------------------- | ----- | ------------- |
| 1re             | Scrutin proportionnel | Scrutin proportionnel | Scrutin proportionnel | Guy Desessart          |       | Divers droite |
| 2e              | Scrutin proportionnel | Scrutin proportionnel | Scrutin proportionnel | Jean-François Mancel   |       | RPR           |
| 3e              | Scrutin proportionnel | Scrutin proportionnel | Scrutin proportionnel | Jean Anciant           |       | PS            |
| 4e              | Scrutin proportionnel | Scrutin proportionnel | Scrutin proportionnel | Arthur Dehaine         |       | RPR           |
| 5e              | Scrutin proportionnel | Scrutin proportionnel | Scrutin proportionnel | Lionel Stoléru         |       | Divers gauche |
| 6e              | Scrutin proportionnel | Scrutin proportionnel | Scrutin proportionnel | François-Michel Gonnot |       | UDF (PR)      |
| 7e              | Scrutin proportionnel | Scrutin proportionnel | Scrutin proportionnel | Jean-Pierre Braine     |       | PS            |

## Orne

Députés élus de l'Orne par circonscription

| Circonscription | Député sortant        | Parti                 | Parti                 | Député élu ou réélu | Parti | Parti     |
| --------------- | --------------------- | --------------------- | --------------------- | ------------------- | ----- | --------- |
| 1re             | Scrutin proportionnel | Scrutin proportionnel | Scrutin proportionnel | Daniel Goulet       |       | RPR       |
| 2e              | Scrutin proportionnel | Scrutin proportionnel | Scrutin proportionnel | Francis Geng        |       | UDF (CDS) |
| 3e              | Scrutin proportionnel | Scrutin proportionnel | Scrutin proportionnel | Michel Lambert      |       | PS        |

## Pas-de-Calais

Députés élus du Pas-de-Calais par circonscription

| Circonscription | Député sortant        | Parti                 | Parti                 | Député élu ou réélu    | Parti | Parti     |
| --------------- | --------------------- | --------------------- | --------------------- | ---------------------- | ----- | --------- |
| 1re             | Scrutin proportionnel | Scrutin proportionnel | Scrutin proportionnel | Jean-Pierre Defontaine |       | MRG       |
| 2e              | Scrutin proportionnel | Scrutin proportionnel | Scrutin proportionnel | André Delehedde        |       | PS        |
| 3e              | Scrutin proportionnel | Scrutin proportionnel | Scrutin proportionnel | Philippe Vasseur       |       | UDF (PR)  |
| 4e              | Scrutin proportionnel | Scrutin proportionnel | Scrutin proportionnel | Léonce Deprez          |       | UDF (PSD) |
| 5e              | Scrutin proportionnel | Scrutin proportionnel | Scrutin proportionnel | Guy Lengagne           |       | PS        |
| 6e              | Scrutin proportionnel | Scrutin proportionnel | Scrutin proportionnel | Dominique Dupilet      |       | PS        |
| 7e              | Scrutin proportionnel | Scrutin proportionnel | Scrutin proportionnel | André Capet            |       | PS        |
| 8e              | Scrutin proportionnel | Scrutin proportionnel | Scrutin proportionnel | Roland Huguet          |       | PS        |
| 9e              | Scrutin proportionnel | Scrutin proportionnel | Scrutin proportionnel | Jacques Mellick        |       | PS        |
| 10e             | Scrutin proportionnel | Scrutin proportionnel | Scrutin proportionnel | Marcel Wacheux         |       | PS        |
| 11e             | Scrutin proportionnel | Scrutin proportionnel | Scrutin proportionnel | Noël Josèphe           |       | PS        |
| 12e             | Scrutin proportionnel | Scrutin proportionnel | Scrutin proportionnel | Jean-Pierre Kucheida   |       | PS        |
| 13e             | Scrutin proportionnel | Scrutin proportionnel | Scrutin proportionnel | Jean-Claude Bois       |       | PS        |
| 14e             | Scrutin proportionnel | Scrutin proportionnel | Scrutin proportionnel | Albert Facon           |       | PS        |

## Puy-de-Dôme

Députés élus du Puy-de-Dôme par circonscription

| Circonscription | Député sortant        | Parti                 | Parti                 | Député élu ou réélu      | Parti | Parti    |
| --------------- | --------------------- | --------------------- | --------------------- | ------------------------ | ----- | -------- |
| 1re             | Scrutin proportionnel | Scrutin proportionnel | Scrutin proportionnel | Maurice Pourchon         |       | PS       |
| 2e              | Scrutin proportionnel | Scrutin proportionnel | Scrutin proportionnel | Alain Néri               |       | PS       |
| 3e              | Scrutin proportionnel | Scrutin proportionnel | Scrutin proportionnel | Valéry Giscard d'Estaing |       | UDF (PR) |
| 4e              | Scrutin proportionnel | Scrutin proportionnel | Scrutin proportionnel | Jacques Lavédrine        |       | PS       |
| 5e              | Scrutin proportionnel | Scrutin proportionnel | Scrutin proportionnel | Maurice Adevah-Pœuf      |       | PS       |
| 6e              | Scrutin proportionnel | Scrutin proportionnel | Scrutin proportionnel | Edmond Vacant            |       | PS       |

## Pyrénées-Atlantiques

Députés élus des Pyrénées-Atlantiques par circonscription

| Circonscription | Député sortant        | Parti                 | Parti                 | Député élu ou réélu  | Parti | Parti     |
| --------------- | --------------------- | --------------------- | --------------------- | -------------------- | ----- | --------- |
| 1re             | Scrutin proportionnel | Scrutin proportionnel | Scrutin proportionnel | René Cazenave        |       | PS        |
| 2e              | Scrutin proportionnel | Scrutin proportionnel | Scrutin proportionnel | François Bayrou      |       | UDF (CDS) |
| 3e              | Scrutin proportionnel | Scrutin proportionnel | Scrutin proportionnel | André Labarrère      |       | PS        |
| 4e              | Scrutin proportionnel | Scrutin proportionnel | Scrutin proportionnel | Michel Inchauspé     |       | RPR       |
| 5e              | Scrutin proportionnel | Scrutin proportionnel | Scrutin proportionnel | Alain Lamassoure     |       | UDF (PR)  |
| 6e              | Scrutin proportionnel | Scrutin proportionnel | Scrutin proportionnel | Michèle Alliot-Marie |       | RPR       |

## Hautes-Pyrénées

Députés élus des Hautes-Pyrénées par circonscription

| Circonscription | Député sortant        | Parti                 | Parti                 | Député élu ou réélu | Parti | Parti    |
| --------------- | --------------------- | --------------------- | --------------------- | ------------------- | ----- | -------- |
| 1re             | Scrutin proportionnel | Scrutin proportionnel | Scrutin proportionnel | Pierre Forgues      |       | PS       |
| 2e              | Scrutin proportionnel | Scrutin proportionnel | Scrutin proportionnel | Claude Gaits        |       | MRG      |
| 3e              | Scrutin proportionnel | Scrutin proportionnel | Scrutin proportionnel | Claude Miqueu       |       | diss. PS |

## Pyrénées-Orientales

Députés élus des Pyrénées-Orientales par circonscription

| Circonscription | Député sortant        | Parti                 | Parti                 | Député élu ou réélu | Parti | Parti    |
| --------------- | --------------------- | --------------------- | --------------------- | ------------------- | ----- | -------- |
| 1re             | Scrutin proportionnel | Scrutin proportionnel | Scrutin proportionnel | Claude Barate       |       | RPR      |
| 2e              | Scrutin proportionnel | Scrutin proportionnel | Scrutin proportionnel | Pierre Estève       |       | PS       |
| 3e              | Scrutin proportionnel | Scrutin proportionnel | Scrutin proportionnel | Jacques Farran      |       | UDF (PR) |
| 4e              | Scrutin proportionnel | Scrutin proportionnel | Scrutin proportionnel | Henri Sicre         |       | PS       |

## Bas-Rhin

Députés élus du Bas-Rhin par circonscription

| Circonscription | Député sortant        | Parti                 | Parti                 | Député élu ou réélu   | Parti | Parti     |
| --------------- | --------------------- | --------------------- | --------------------- | --------------------- | ----- | --------- |
| 1re             | Scrutin proportionnel | Scrutin proportionnel | Scrutin proportionnel | Émile Koehl           |       | UDF (CDS) |
| 2e              | Scrutin proportionnel | Scrutin proportionnel | Scrutin proportionnel | Marc Reymann          |       | UDF (CDS) |
| 3e              | Scrutin proportionnel | Scrutin proportionnel | Scrutin proportionnel | Jean Oehler           |       | PS        |
| 4e              | Scrutin proportionnel | Scrutin proportionnel | Scrutin proportionnel | André Durr            |       | RPR       |
| 5e              | Scrutin proportionnel | Scrutin proportionnel | Scrutin proportionnel | Germain Gengenwin     |       | UDF (CDS) |
| 6e              | Scrutin proportionnel | Scrutin proportionnel | Scrutin proportionnel | Jean-Marie Caro       |       | UDF (CDS) |
| 7e              | Scrutin proportionnel | Scrutin proportionnel | Scrutin proportionnel | Adrien Zeller         |       | UDF (CDS) |
| 8e              | Scrutin proportionnel | Scrutin proportionnel | Scrutin proportionnel | François Grussenmeyer |       | RPR       |
| 9e              | Scrutin proportionnel | Scrutin proportionnel | Scrutin proportionnel | Bernard Schreiner     |       | RPR       |

## Haut-Rhin

Députés élus de la Haut-Rhin par circonscription

| Circonscription | Député sortant        | Parti                 | Parti                 | Député élu ou réélu  | Parti | Parti     |
| --------------- | --------------------- | --------------------- | --------------------- | -------------------- | ----- | --------- |
| 1re             | Scrutin proportionnel | Scrutin proportionnel | Scrutin proportionnel | Edmond Gerrer        |       | UDF (CDS) |
| 2e              | Scrutin proportionnel | Scrutin proportionnel | Scrutin proportionnel | Jean-Paul Fuchs      |       | UDF (PR)  |
| 3e              | Scrutin proportionnel | Scrutin proportionnel | Scrutin proportionnel | Jean-Luc Reitzer     |       | RPR       |
| 4e              | Scrutin proportionnel | Scrutin proportionnel | Scrutin proportionnel | Jean Ueberschlag     |       | RPR       |
| 5e              | Scrutin proportionnel | Scrutin proportionnel | Scrutin proportionnel | Jean-Marie Bockel    |       | PS        |
| 6e              | Scrutin proportionnel | Scrutin proportionnel | Scrutin proportionnel | Jean-Jacques Weber   |       | UDF (CDS) |
| 7e              | Scrutin proportionnel | Scrutin proportionnel | Scrutin proportionnel | Jean-Pierre Baeumler |       | PS        |

## Rhône

Députés élus du Rhône par circonscription

| Circonscription | Député sortant        | Parti                 | Parti                 | Député élu ou réélu      | Parti | Parti     |
| --------------- | --------------------- | --------------------- | --------------------- | ------------------------ | ----- | --------- |
| 1e              | Scrutin proportionnel | Scrutin proportionnel | Scrutin proportionnel | Bernadette Isaac-Sibille |       | UDF (CDS) |
| 2e              | Scrutin proportionnel | Scrutin proportionnel | Scrutin proportionnel | Michel Noir              |       | RPR       |
| 3e              | Scrutin proportionnel | Scrutin proportionnel | Scrutin proportionnel | Jean-Michel Dubernard    |       | RPR       |
| 4e              | Scrutin proportionnel | Scrutin proportionnel | Scrutin proportionnel | Raymond Barre            |       | app. UDF  |
| 5e              | Scrutin proportionnel | Scrutin proportionnel | Scrutin proportionnel | Jean Rigaud              |       | UDF (AD)  |
| 6e              | Scrutin proportionnel | Scrutin proportionnel | Scrutin proportionnel | Charles Hernu            |       | PS        |
| 7e              | Scrutin proportionnel | Scrutin proportionnel | Scrutin proportionnel | Jean-Jack Queyranne      |       | PS        |
| 8e              | Scrutin proportionnel | Scrutin proportionnel | Scrutin proportionnel | Alain Mayoud             |       | UDF (PR)  |
| 9e              | Scrutin proportionnel | Scrutin proportionnel | Scrutin proportionnel | Francisque Perrut        |       | UDF (PR)  |
| 10e             | Scrutin proportionnel | Scrutin proportionnel | Scrutin proportionnel | Jean Besson              |       | RPR       |
| 11e             | Scrutin proportionnel | Scrutin proportionnel | Scrutin proportionnel | Gabriel Montcharmont     |       | PS        |
| 12e             | Scrutin proportionnel | Scrutin proportionnel | Scrutin proportionnel | Michel Terrot            |       | RPR       |
| 13e             | Scrutin proportionnel | Scrutin proportionnel | Scrutin proportionnel | Jean Poperen             |       | PS        |
| 14e             | Scrutin proportionnel | Scrutin proportionnel | Scrutin proportionnel | Marie-Josèphe Sublet     |       | PS        |

## Haute-Saône

Députés élus de la Haute-Saône par circonscription

| Circonscription | Député sortant        | Parti                 | Parti                 | Député élu ou réélu | Parti | Parti |
| --------------- | --------------------- | --------------------- | --------------------- | ------------------- | ----- | ----- |
| 1re             | Scrutin proportionnel | Scrutin proportionnel | Scrutin proportionnel | Christian Bergelin  |       | RPR   |
| 2e              | Scrutin proportionnel | Scrutin proportionnel | Scrutin proportionnel | Jean-Pierre Michel  |       | PS    |
| 3e              | Scrutin proportionnel | Scrutin proportionnel | Scrutin proportionnel | Philippe Legras     |       | RPR   |

## Saône-et-Loire

Députés élus de Saône-et-Loire par circonscription

| Circonscription | Député sortant        | Parti                 | Parti                 | Député élu ou réélu | Parti | Parti    |
| --------------- | --------------------- | --------------------- | --------------------- | ------------------- | ----- | -------- |
| 1re             | Scrutin proportionnel | Scrutin proportionnel | Scrutin proportionnel | Jean-Pierre Worms   |       | PS       |
| 2e              | Scrutin proportionnel | Scrutin proportionnel | Scrutin proportionnel | Jean-Marc Nesme     |       | UDF (AD) |
| 3e              | Scrutin proportionnel | Scrutin proportionnel | Scrutin proportionnel | André Billardon     |       | PS       |
| 4e              | Scrutin proportionnel | Scrutin proportionnel | Scrutin proportionnel | Pierre Joxe         |       | PS       |
| 5e              | Scrutin proportionnel | Scrutin proportionnel | Scrutin proportionnel | Dominique Perben    |       | RPR      |
| 6e              | Scrutin proportionnel | Scrutin proportionnel | Scrutin proportionnel | René Beaumont       |       | UDF (PR) |

## Sarthe

Députés élus de la Sarthe par circonscription

| Circonscription | Député sortant        | Parti                 | Parti                 | Député élu ou réélu | Parti | Parti |
| --------------- | --------------------- | --------------------- | --------------------- | ------------------- | ----- | ----- |
| 1re             | Scrutin proportionnel | Scrutin proportionnel | Scrutin proportionnel | Gérard Chasseguet   |       | RPR   |
| 2e              | Scrutin proportionnel | Scrutin proportionnel | Scrutin proportionnel | Raymond Douyère     |       | PS    |
| 3e              | Scrutin proportionnel | Scrutin proportionnel | Scrutin proportionnel | Guy-Michel Chauveau |       | PS    |
| 4e              | Scrutin proportionnel | Scrutin proportionnel | Scrutin proportionnel | François Fillon     |       | RPR   |
| 5e              | Scrutin proportionnel | Scrutin proportionnel | Scrutin proportionnel | Jean-Claude Boulard |       | PS    |

## Savoie

Députés élus de la Savoie par circonscription

| Circonscription | Député sortant        | Parti                 | Parti                 | Député élu ou réélu | Parti | Parti |
| --------------- | --------------------- | --------------------- | --------------------- | ------------------- | ----- | ----- |
| 1re             | Scrutin proportionnel | Scrutin proportionnel | Scrutin proportionnel | Louis Besson        |       | PS    |
| 2e              | Scrutin proportionnel | Scrutin proportionnel | Scrutin proportionnel | Michel Barnier      |       | RPR   |
| 3e              | Scrutin proportionnel | Scrutin proportionnel | Scrutin proportionnel | Roger Rinchet       |       | PS    |

## Haute-Savoie

Députés élus de la Haute-Savoie par circonscription

| Circonscription | Député sortant        | Parti                 | Parti                 | Député élu ou réélu | Parti | Parti     |
| --------------- | --------------------- | --------------------- | --------------------- | ------------------- | ----- | --------- |
| 1re             | Scrutin proportionnel | Scrutin proportionnel | Scrutin proportionnel | Jean Brocard        |       | UDF (PR)  |
| 2e              | Scrutin proportionnel | Scrutin proportionnel | Scrutin proportionnel | Bernard Bosson      |       | UDF (CDS) |
| 3e              | Scrutin proportionnel | Scrutin proportionnel | Scrutin proportionnel | Michel Meylan       |       | UDF (PR)  |
| 4e              | Scrutin proportionnel | Scrutin proportionnel | Scrutin proportionnel | Claude Birraux      |       | UDF (CDS) |
| 5e              | Scrutin proportionnel | Scrutin proportionnel | Scrutin proportionnel | Pierre Mazeaud      |       | RPR       |

## Paris

Députés élus de Paris par circonscription

| Circonscription | Député sortant        | Parti                 | Parti                 | Député élu ou réélu        | Parti | Parti     |
| --------------- | --------------------- | --------------------- | --------------------- | -------------------------- | ----- | --------- |
| 1re             | Scrutin proportionnel | Scrutin proportionnel | Scrutin proportionnel | Jacques Dominati           |       | UDF (PR)  |
| 2e              | Scrutin proportionnel | Scrutin proportionnel | Scrutin proportionnel | Jean Tiberi                |       | RPR       |
| 3e              | Scrutin proportionnel | Scrutin proportionnel | Scrutin proportionnel | Édouard Frédéric-Dupont    |       | CNIP      |
| 4e              | Scrutin proportionnel | Scrutin proportionnel | Scrutin proportionnel | Gabriel Kaspereit          |       | RPR       |
| 5e              | Scrutin proportionnel | Scrutin proportionnel | Scrutin proportionnel | Claude-Gérard Marcus       |       | RPR       |
| 6e              | Scrutin proportionnel | Scrutin proportionnel | Scrutin proportionnel | Georges Sarre              |       | PS        |
| 7e              | Scrutin proportionnel | Scrutin proportionnel | Scrutin proportionnel | Alain Devaquet             |       | RPR       |
| 8e              | Scrutin proportionnel | Scrutin proportionnel | Scrutin proportionnel | Pierre de Bénouville       |       | RPR       |
| 9e              | Scrutin proportionnel | Scrutin proportionnel | Scrutin proportionnel | Paul Quilès                |       | PS        |
| 10e             | Scrutin proportionnel | Scrutin proportionnel | Scrutin proportionnel | Jacques Toubon             |       | RPR       |
| 11e             | Scrutin proportionnel | Scrutin proportionnel | Scrutin proportionnel | Nicole Catala              |       | RPR       |
| 12e             | Scrutin proportionnel | Scrutin proportionnel | Scrutin proportionnel | Édouard Balladur           |       | RPR       |
| 13e             | Scrutin proportionnel | Scrutin proportionnel | Scrutin proportionnel | Michèle Barzach            |       | RPR       |
| 14e             | Scrutin proportionnel | Scrutin proportionnel | Scrutin proportionnel | Georges Mesmin             |       | UDF (CDS) |
| 15e             | Scrutin proportionnel | Scrutin proportionnel | Scrutin proportionnel | Gilbert Gantier            |       | UDF (PR)  |
| 16e             | Scrutin proportionnel | Scrutin proportionnel | Scrutin proportionnel | Bernard Pons               |       | RPR       |
| 17e             | Scrutin proportionnel | Scrutin proportionnel | Scrutin proportionnel | Françoise de Panafieu      |       | RPR       |
| 18e             | Scrutin proportionnel | Scrutin proportionnel | Scrutin proportionnel | Alain Juppé                |       | RPR       |
| 19e             | Scrutin proportionnel | Scrutin proportionnel | Scrutin proportionnel | Daniel Vaillant            |       | PS        |
| 20e             | Scrutin proportionnel | Scrutin proportionnel | Scrutin proportionnel | Jean-Christophe Cambadélis |       | PS        |
| 21e             | Scrutin proportionnel | Scrutin proportionnel | Scrutin proportionnel | Michel Charzat             |       | PS        |

## Seine-Maritime

Députés élus de la Seine-Maritime par circonscription

| Circonscription | Député sortant        | Parti                 | Parti                 | Député élu ou réélu | Parti | Parti |
| --------------- | --------------------- | --------------------- | --------------------- | ------------------- | ----- | ----- |
| 1re             | Scrutin proportionnel | Scrutin proportionnel | Scrutin proportionnel | Michel Bérégovoy    |       | PS    |
| 2e              | Scrutin proportionnel | Scrutin proportionnel | Scrutin proportionnel | Dominique Gambier   |       | PS    |
| 3e              | Scrutin proportionnel | Scrutin proportionnel | Scrutin proportionnel | Pierre Bourguignon  |       | PS    |
| 4e              | Scrutin proportionnel | Scrutin proportionnel | Scrutin proportionnel | Laurent Fabius      |       | PS    |
| 5e              | Scrutin proportionnel | Scrutin proportionnel | Scrutin proportionnel | Jean-Claude Bateux  |       | PS    |
| 6e              | Scrutin proportionnel | Scrutin proportionnel | Scrutin proportionnel | Paul Dhaille        |       | PS    |
| 7e              | Scrutin proportionnel | Scrutin proportionnel | Scrutin proportionnel | Antoine Rufenacht   |       | RPR   |
| 8e              | Scrutin proportionnel | Scrutin proportionnel | Scrutin proportionnel | André Duroméa       |       | PCF   |
| 9e              | Scrutin proportionnel | Scrutin proportionnel | Scrutin proportionnel | Frédérique Bredin   |       | PS    |
| 10e             | Scrutin proportionnel | Scrutin proportionnel | Scrutin proportionnel | Jean-Marie Leduc    |       | PS    |
| 11e             | Scrutin proportionnel | Scrutin proportionnel | Scrutin proportionnel | Jean Beaufils       |       | PS    |
| 12e             | Scrutin proportionnel | Scrutin proportionnel | Scrutin proportionnel | Alain Le Vern       |       | PS    |

## Seine-et-Marne

Députés élus de Seine-et-Marne par circonscription

| Circonscription | Député sortant        | Parti                 | Parti                 | Député élu ou réélu | Parti | Parti     |
| --------------- | --------------------- | --------------------- | --------------------- | ------------------- | ----- | --------- |
| 1re             | Scrutin proportionnel | Scrutin proportionnel | Scrutin proportionnel | Jean-Claude Mignon  |       | RPR       |
| 2e              | Scrutin proportionnel | Scrutin proportionnel | Scrutin proportionnel | Didier Julia        |       | RPR       |
| 3e              | Scrutin proportionnel | Scrutin proportionnel | Scrutin proportionnel | Jean-Jacques Hyest  |       | UDF (CDS) |
| 4e              | Scrutin proportionnel | Scrutin proportionnel | Scrutin proportionnel | Alain Peyrefitte    |       | RPR       |
| 5e              | Scrutin proportionnel | Scrutin proportionnel | Scrutin proportionnel | Guy Drut            |       | RPR       |
| 6e              | Scrutin proportionnel | Scrutin proportionnel | Scrutin proportionnel | Robert Le Foll      |       | PS        |
| 7e              | Scrutin proportionnel | Scrutin proportionnel | Scrutin proportionnel | Jean-Paul Planchou  |       | PS        |
| 8e              | Scrutin proportionnel | Scrutin proportionnel | Scrutin proportionnel | Jean-Pierre Fourré  |       | PS        |
| 9e              | Scrutin proportionnel | Scrutin proportionnel | Scrutin proportionnel | Alain Vivien        |       | PS        |

## Yvelines

Députés élus des Yvelines par circonscription

| Circonscription | Député sortant        | Parti                 | Parti                 | Député élu ou réélu  | Parti | Parti     |
| --------------- | --------------------- | --------------------- | --------------------- | -------------------- | ----- | --------- |
| 1re             | Scrutin proportionnel | Scrutin proportionnel | Scrutin proportionnel | Étienne Pinte        |       | RPR       |
| 2e              | Scrutin proportionnel | Scrutin proportionnel | Scrutin proportionnel | Franck Borotra       |       | RPR       |
| 3e              | Scrutin proportionnel | Scrutin proportionnel | Scrutin proportionnel | Paul-Louis Tenaillon |       | UDF (CDS) |
| 4e              | Scrutin proportionnel | Scrutin proportionnel | Scrutin proportionnel | Pierre Lequiller     |       | UDF (PR)  |
| 5e              | Scrutin proportionnel | Scrutin proportionnel | Scrutin proportionnel | Alain Jonemann       |       | RPR       |
| 6e              | Scrutin proportionnel | Scrutin proportionnel | Scrutin proportionnel | Michel Péricard      |       | RPR       |
| 7e              | Scrutin proportionnel | Scrutin proportionnel | Scrutin proportionnel | Michel Rocard        |       | PS        |
| 8e              | Scrutin proportionnel | Scrutin proportionnel | Scrutin proportionnel | Bernard Schreiner    |       | PS        |
| 9e              | Scrutin proportionnel | Scrutin proportionnel | Scrutin proportionnel | Henri Cuq            |       | RPR       |
| 10e             | Scrutin proportionnel | Scrutin proportionnel | Scrutin proportionnel | Christine Boutin     |       | UDF (CDS) |
| 11e             | Scrutin proportionnel | Scrutin proportionnel | Scrutin proportionnel | Guy Malandain        |       | PS        |
| 12e             | Scrutin proportionnel | Scrutin proportionnel | Scrutin proportionnel | Jacques Masdeu-Arus  |       | RPR       |

## Deux-Sèvres

Députés élus des Deux-Sèvres par circonscription

| Circonscription | Député sortant        | Parti                 | Parti                 | Député élu ou réélu | Parti | Parti         |
| --------------- | --------------------- | --------------------- | --------------------- | ------------------- | ----- | ------------- |
| 1re             | Scrutin proportionnel | Scrutin proportionnel | Scrutin proportionnel | André Clert         |       | PS            |
| 2e              | Scrutin proportionnel | Scrutin proportionnel | Scrutin proportionnel | Ségolène Royal      |       | PS            |
| 3e              | Scrutin proportionnel | Scrutin proportionnel | Scrutin proportionnel | Jean de Gaulle      |       | RPR           |
| 4e              | Scrutin proportionnel | Scrutin proportionnel | Scrutin proportionnel | Albert Brochard     |       | Divers droite |

## Somme

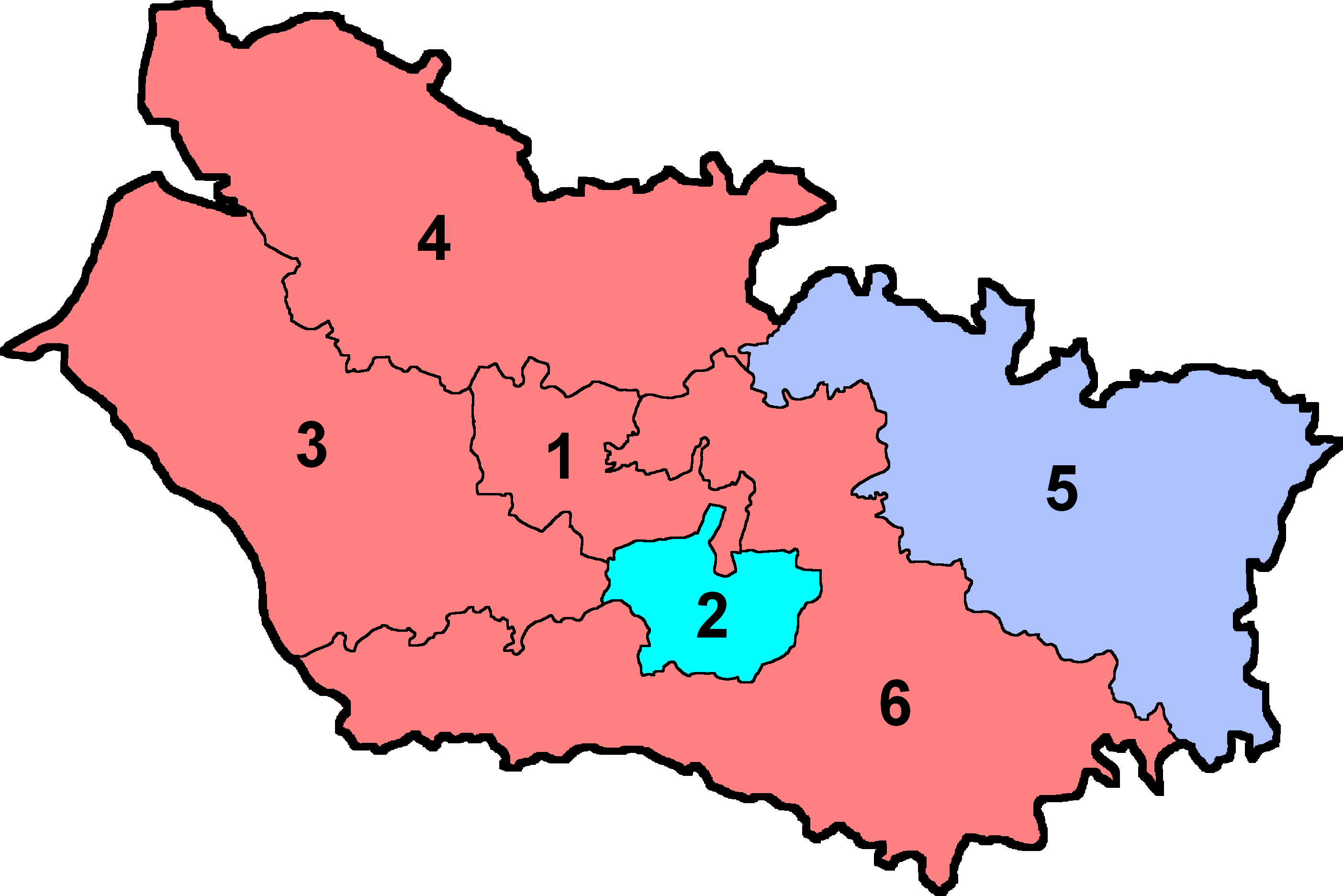
Députés élus de la Somme par circonscription

| Circonscription | Député sortant        | Parti                 | Parti                 | Député élu ou réélu | Parti | Parti     |
| --------------- | --------------------- | --------------------- | --------------------- | ------------------- | ----- | --------- |
| 1re             | Scrutin proportionnel | Scrutin proportionnel | Scrutin proportionnel | Jean-Claude Dessein |       | PS        |
| 2e              | Scrutin proportionnel | Scrutin proportionnel | Scrutin proportionnel | Gilles de Robien    |       | UDF (PR)  |
| 3e              | Scrutin proportionnel | Scrutin proportionnel | Scrutin proportionnel | Pierre Hiard        |       | PS        |
| 4e              | Scrutin proportionnel | Scrutin proportionnel | Scrutin proportionnel | Jacques Becq        |       | PS        |
| 5e              | Scrutin proportionnel | Scrutin proportionnel | Scrutin proportionnel | Gautier Audinot     |       | UDF (PSD) |
| 6e              | Scrutin proportionnel | Scrutin proportionnel | Scrutin proportionnel | Jacques Fleury      |       | PS        |

## Tarn

Députés élus du Tarn par circonscription

| Circonscription | Député sortant        | Parti                 | Parti                 | Député élu ou réélu | Parti | Parti |
| --------------- | --------------------- | --------------------- | --------------------- | ------------------- | ----- | ----- |
| 1re             | Scrutin proportionnel | Scrutin proportionnel | Scrutin proportionnel | Pierre Bernard      |       | PS    |
| 2e              | Scrutin proportionnel | Scrutin proportionnel | Scrutin proportionnel | Charles Pistre      |       | PS    |
| 3e              | Scrutin proportionnel | Scrutin proportionnel | Scrutin proportionnel | Jacques Limouzy     |       | RPR   |
| 4e              | Scrutin proportionnel | Scrutin proportionnel | Scrutin proportionnel | Jacqueline Alquier  |       | PS    |

## Tarn-et-Garonne

Députés élus de Tarn-et-Garonne par circonscription

| Circonscription | Député sortant        | Parti                 | Parti                 | Député élu ou réélu | Parti | Parti |
| --------------- | --------------------- | --------------------- | --------------------- | ------------------- | ----- | ----- |
| 1re             | Scrutin proportionnel | Scrutin proportionnel | Scrutin proportionnel | Hubert Gouze        |       | PS    |
| 2e              | Scrutin proportionnel | Scrutin proportionnel | Scrutin proportionnel | Jean-Michel Baylet  |       | MRG   |

## Var

Députés élus du Var par circonscription

| Circonscription | Député sortant        | Parti                 | Parti                 | Député élu ou réélu | Parti | Parti    |
| --------------- | --------------------- | --------------------- | --------------------- | ------------------- | ----- | -------- |
| 1re             | Scrutin proportionnel | Scrutin proportionnel | Scrutin proportionnel | Daniel Colin        |       | UDF (PR) |
| 2e              | Scrutin proportionnel | Scrutin proportionnel | Scrutin proportionnel | Louis Colombani     |       | UDF (PR) |
| 3e              | Scrutin proportionnel | Scrutin proportionnel | Scrutin proportionnel | Yann Piat           |       | FN       |
| 4e              | Scrutin proportionnel | Scrutin proportionnel | Scrutin proportionnel | Jean-Michel Couve   |       | RPR      |
| 5e              | Scrutin proportionnel | Scrutin proportionnel | Scrutin proportionnel | François Léotard    |       | UDF (PR) |
| 6e              | Scrutin proportionnel | Scrutin proportionnel | Scrutin proportionnel | Hubert Falco        |       | UDF (PR) |
| 7e              | Scrutin proportionnel | Scrutin proportionnel | Scrutin proportionnel | Arthur Paecht       |       | UDF (PR) |

## Vaucluse

Députés élus de Vaucluse par circonscription

| Circonscription | Député sortant        | Parti                 | Parti                 | Député élu ou réélu | Parti | Parti |
| --------------- | --------------------- | --------------------- | --------------------- | ------------------- | ----- | ----- |
| 1re             | Scrutin proportionnel | Scrutin proportionnel | Scrutin proportionnel | Guy Ravier          |       | PS    |
| 2e              | Scrutin proportionnel | Scrutin proportionnel | Scrutin proportionnel | André Borel         |       | PS    |
| 3e              | Scrutin proportionnel | Scrutin proportionnel | Scrutin proportionnel | Jean-Michel Ferrand |       | RPR   |
| 4e              | Scrutin proportionnel | Scrutin proportionnel | Scrutin proportionnel | Jean Gatel          |       | PS    |

## Vendée

Députés élus de la Vendée par circonscription

| Circonscription | Député sortant        | Parti                 | Parti                 | Député élu ou réélu  | Parti | Parti    |
| --------------- | --------------------- | --------------------- | --------------------- | -------------------- | ----- | -------- |
| 1re             | Scrutin proportionnel | Scrutin proportionnel | Scrutin proportionnel | Jean-Luc Préel       |       | UDF (AD) |
| 2e              | Scrutin proportionnel | Scrutin proportionnel | Scrutin proportionnel | Philippe Mestre      |       | UDF (AD) |
| 3e              | Scrutin proportionnel | Scrutin proportionnel | Scrutin proportionnel | Pierre Mauger        |       | RPR      |
| 4e              | Scrutin proportionnel | Scrutin proportionnel | Scrutin proportionnel | Philippe de Villiers |       | UDF (PR) |
| 5e              | Scrutin proportionnel | Scrutin proportionnel | Scrutin proportionnel | Pierre Métais        |       | PS       |

## Vienne

Députés élus de la Vienne par circonscription

| Circonscription | Député sortant        | Parti                 | Parti                 | Député élu        | Parti | Parti |
| --------------- | --------------------- | --------------------- | --------------------- | ----------------- | ----- | ----- |
| 1re             | Scrutin proportionnel | Scrutin proportionnel | Scrutin proportionnel | Jacques Santrot   |       | PS    |
| 2e              | Scrutin proportionnel | Scrutin proportionnel | Scrutin proportionnel | Jean-Yves Chamard |       | RPR   |
| 3e              | Scrutin proportionnel | Scrutin proportionnel | Scrutin proportionnel | Arnaud Lepercq    |       | RPR   |
| 4e              | Scrutin proportionnel | Scrutin proportionnel | Scrutin proportionnel | Édith Cresson     |       | PS    |

## Haute-Vienne

Députés élus de la Haute-Vienne par circonscription

| Circonscription | Député sortant        | Parti                 | Parti                 | Député élu            | Parti | Parti |
| --------------- | --------------------- | --------------------- | --------------------- | --------------------- | ----- | ----- |
| 1re             | Scrutin proportionnel | Scrutin proportionnel | Scrutin proportionnel | Robert Savy           |       | PS    |
| 2e              | Scrutin proportionnel | Scrutin proportionnel | Scrutin proportionnel | Jean-Claude Peyronnet |       | PS    |
| 3e              | Scrutin proportionnel | Scrutin proportionnel | Scrutin proportionnel | Marcel Mocœur         |       | PS    |
| 4e              | Scrutin proportionnel | Scrutin proportionnel | Scrutin proportionnel | Alain Rodet           |       | PS    |

## Vosges

Députés élus des Vosges par circonscription

| Circonscription | Député sortant        | Parti                 | Parti                 | Député élu ou réélu | Parti | Parti         |
| --------------- | --------------------- | --------------------- | --------------------- | ------------------- | ----- | ------------- |
| 1re             | Scrutin proportionnel | Scrutin proportionnel | Scrutin proportionnel | Philippe Séguin     |       | RPR           |
| 2e              | Scrutin proportionnel | Scrutin proportionnel | Scrutin proportionnel | Christian Pierret   |       | PS            |
| 3e              | Scrutin proportionnel | Scrutin proportionnel | Scrutin proportionnel | Christian Spiller   |       | Divers droite |
| 4e              | Scrutin proportionnel | Scrutin proportionnel | Scrutin proportionnel | Serge Beltrame      |       | PS            |

## Yonne

Députés élus de l'Yonne par circonscription

| Circonscription | Député sortant        | Parti                 | Parti                 | Député élu ou réélu | Parti | Parti    |
| --------------- | --------------------- | --------------------- | --------------------- | ------------------- | ----- | -------- |
| 1re             | Scrutin proportionnel | Scrutin proportionnel | Scrutin proportionnel | Jean-Pierre Soisson |       | UDF (PR) |
| 2e              | Scrutin proportionnel | Scrutin proportionnel | Scrutin proportionnel | Henri Nallet        |       | PS       |
| 3e              | Scrutin proportionnel | Scrutin proportionnel | Scrutin proportionnel | Philippe Auberger   |       | RPR      |

## Territoire de Belfort

Députés élus du Territoire de Belfort par circonscription

| Circonscription | Député sortant        | Parti                 | Parti                 | Député élu ou réélu     | Parti | Parti |
| --------------- | --------------------- | --------------------- | --------------------- | ----------------------- | ----- | ----- |
| 1re             | Scrutin proportionnel | Scrutin proportionnel | Scrutin proportionnel | Raymond Forni           |       | PS    |
| 2e              | Scrutin proportionnel | Scrutin proportionnel | Scrutin proportionnel | Jean-Pierre Chevènement |       | PS    |

## Essonne

Députés élus de l'Essonne par circonscription

| Circonscription | Député sortant        | Parti                 | Parti                 | Député élu ou réélu    | Parti | Parti    |
| --------------- | --------------------- | --------------------- | --------------------- | ---------------------- | ----- | -------- |
| 1re             | Scrutin proportionnel | Scrutin proportionnel | Scrutin proportionnel | Jacques Guyard         |       | PS       |
| 2e              | Scrutin proportionnel | Scrutin proportionnel | Scrutin proportionnel | Xavier Dugoin          |       | RPR      |
| 3e              | Scrutin proportionnel | Scrutin proportionnel | Scrutin proportionnel | Yves Tavernier         |       | PS       |
| 4e              | Scrutin proportionnel | Scrutin proportionnel | Scrutin proportionnel | Pierre-André Wiltzer   |       | UDF (AD) |
| 5e              | Scrutin proportionnel | Scrutin proportionnel | Scrutin proportionnel | Michel Pelchat         |       | UDF (PR) |
| 6e              | Scrutin proportionnel | Scrutin proportionnel | Scrutin proportionnel | Claude Germon          |       | PS       |
| 7e              | Scrutin proportionnel | Scrutin proportionnel | Scrutin proportionnel | Marie-Noëlle Lienemann |       | PS       |
| 8e              | Scrutin proportionnel | Scrutin proportionnel | Scrutin proportionnel | Michel Berson          |       | PS       |
| 9e              | Scrutin proportionnel | Scrutin proportionnel | Scrutin proportionnel | Thierry Mandon         |       | PS       |
| 10e             | Scrutin proportionnel | Scrutin proportionnel | Scrutin proportionnel | Julien Dray            |       | PS       |

## Hauts-de-Seine

Députés élus des Hauts-de-Seine par circonscription

| Circonscription | Député sortant        | Parti                 | Parti                 | Député élu ou réélu | Parti | Parti     |
| --------------- | --------------------- | --------------------- | --------------------- | ------------------- | ----- | --------- |
| 1re             | Scrutin proportionnel | Scrutin proportionnel | Scrutin proportionnel | Jacques Brunhes     |       | PCF       |
| 2e              | Scrutin proportionnel | Scrutin proportionnel | Scrutin proportionnel | Georges Tranchant   |       | RPR       |
| 3e              | Scrutin proportionnel | Scrutin proportionnel | Scrutin proportionnel | Jean-Yves Haby      |       | UDF (PR)  |
| 4e              | Scrutin proportionnel | Scrutin proportionnel | Scrutin proportionnel | Michel Sapin        |       | PS        |
| 5e              | Scrutin proportionnel | Scrutin proportionnel | Scrutin proportionnel | Patrick Balkany     |       | RPR       |
| 6e              | Scrutin proportionnel | Scrutin proportionnel | Scrutin proportionnel | Nicolas Sarkozy     |       | RPR       |
| 7e              | Scrutin proportionnel | Scrutin proportionnel | Scrutin proportionnel | Jacques Baumel      |       | RPR       |
| 8e              | Scrutin proportionnel | Scrutin proportionnel | Scrutin proportionnel | Claude Labbé        |       | RPR       |
| 9e              | Scrutin proportionnel | Scrutin proportionnel | Scrutin proportionnel | Georges Gorse       |       | RPR       |
| 10e             | Scrutin proportionnel | Scrutin proportionnel | Scrutin proportionnel | André Santini       |       | UDF (PSD) |
| 11e             | Scrutin proportionnel | Scrutin proportionnel | Scrutin proportionnel | Philippe Bassinet   |       | PS        |
| 12e             | Scrutin proportionnel | Scrutin proportionnel | Scrutin proportionnel | Jean-Pierre Foucher |       | UDF (CDS) |
| 13e             | Scrutin proportionnel | Scrutin proportionnel | Scrutin proportionnel | Patrick Devedjian   |       | RPR       |

## Seine-Saint-Denis

Députés élus de la Seine-Saint-Denispar circonscription

| Circonscription | Député sortant        | Parti                 | Parti                 | Groupe                | Groupe                | Député élu ou réélu | Parti | Parti | Groupe | Groupe |
| --------------- | --------------------- | --------------------- | --------------------- | --------------------- | --------------------- | ------------------- | ----- | ----- | ------ | ------ |
| 1re             | Scrutin proportionnel | Scrutin proportionnel | Scrutin proportionnel | Scrutin proportionnel | Scrutin proportionnel | Gilbert Bonnemaison |       | PS    | SOC    |        |
| 2e              | Scrutin proportionnel | Scrutin proportionnel | Scrutin proportionnel | Scrutin proportionnel | Scrutin proportionnel | Marcelin Berthelot  |       | PCF   | COM    |        |
| 3e              | Scrutin proportionnel | Scrutin proportionnel | Scrutin proportionnel | Scrutin proportionnel | Scrutin proportionnel | Muguette Jacquaint  |       | PCF   | COM    |        |
| 4e              | Scrutin proportionnel | Scrutin proportionnel | Scrutin proportionnel | Scrutin proportionnel | Scrutin proportionnel | Louis Pierna        |       | PCF   | COM    |        |
| 5e              | Scrutin proportionnel | Scrutin proportionnel | Scrutin proportionnel | Scrutin proportionnel | Scrutin proportionnel | Jean-Claude Gayssot |       | PCF   | COM    |        |
| 6e              | Scrutin proportionnel | Scrutin proportionnel | Scrutin proportionnel | Scrutin proportionnel | Scrutin proportionnel | Claude Bartolone    |       | PS    | SOC    |        |
| 7e              | Scrutin proportionnel | Scrutin proportionnel | Scrutin proportionnel | Scrutin proportionnel | Scrutin proportionnel | Jean-Pierre Brard   |       | PCF   | COM    |        |
| 8e              | Scrutin proportionnel | Scrutin proportionnel | Scrutin proportionnel | Scrutin proportionnel | Scrutin proportionnel | Robert Pandraud     |       | RPR   | RPR    |        |
| 9e              | Scrutin proportionnel | Scrutin proportionnel | Scrutin proportionnel | Scrutin proportionnel | Scrutin proportionnel | Véronique Neiertz   |       | PS    | SOC    |        |
| 10e             | Scrutin proportionnel | Scrutin proportionnel | Scrutin proportionnel | Scrutin proportionnel | Scrutin proportionnel | Jacques Delhy       |       | PS    | SOC    |        |
| 11e             | Scrutin proportionnel | Scrutin proportionnel | Scrutin proportionnel | Scrutin proportionnel | Scrutin proportionnel | François Asensi     |       | PCF   | COM    |        |
| 12e             | Scrutin proportionnel | Scrutin proportionnel | Scrutin proportionnel | Scrutin proportionnel | Scrutin proportionnel | Éric Raoult         |       | RPR   | RPR    |        |
| 13e             | Scrutin proportionnel | Scrutin proportionnel | Scrutin proportionnel | Scrutin proportionnel | Scrutin proportionnel | Jacques Mahéas      |       | PS    | SOC    |        |

## Val-de-Marne

Députés élus du Val-de-Marne par circonscription

| Circonscription | Député sortant        | Parti                 | Parti                 | Député élu ou réélu         | Parti | Parti     |
| --------------- | --------------------- | --------------------- | --------------------- | --------------------------- | ----- | --------- |
| 1re             | Scrutin proportionnel | Scrutin proportionnel | Scrutin proportionnel | Christiane Papon            |       | RPR       |
| 2e              | Scrutin proportionnel | Scrutin proportionnel | Scrutin proportionnel | Laurent Cathala             |       | PS        |
| 3e              | Scrutin proportionnel | Scrutin proportionnel | Scrutin proportionnel | Roger-Gérard Schwartzenberg |       | MRG       |
| 4e              | Scrutin proportionnel | Scrutin proportionnel | Scrutin proportionnel | Jean-Jacques Jégou          |       | UDF (CDS) |
| 5e              | Scrutin proportionnel | Scrutin proportionnel | Scrutin proportionnel | Michel Giraud               |       | RPR       |
| 6e              | Scrutin proportionnel | Scrutin proportionnel | Scrutin proportionnel | Robert-André Vivien         |       | RPR       |
| 7e              | Scrutin proportionnel | Scrutin proportionnel | Scrutin proportionnel | Roland Nungesser            |       | RPR       |
| 8e              | Scrutin proportionnel | Scrutin proportionnel | Scrutin proportionnel | Alain Griotteray            |       | UDF (PR)  |
| 9e              | Scrutin proportionnel | Scrutin proportionnel | Scrutin proportionnel | René Rouquet                |       | PS        |
| 10e             | Scrutin proportionnel | Scrutin proportionnel | Scrutin proportionnel | Jean-Claude Lefort          |       | PCF       |
| 11e             | Scrutin proportionnel | Scrutin proportionnel | Scrutin proportionnel | Georges Marchais            |       | PCF       |
| 12e             | Scrutin proportionnel | Scrutin proportionnel | Scrutin proportionnel | Pierre Tabanou              |       | PS        |

## Val-d'Oise

Députés élus du Val-d'Oise par circonscription

| Circonscription | Député sortant        | Parti                 | Parti                 | Député élu ou réélu     | Parti | Parti    |
| --------------- | --------------------- | --------------------- | --------------------- | ----------------------- | ----- | -------- |
| 1re             | Scrutin proportionnel | Scrutin proportionnel | Scrutin proportionnel | Jean-Philippe Lachenaud |       | UDF (PR) |
| 2e              | Scrutin proportionnel | Scrutin proportionnel | Scrutin proportionnel | Alain Richard           |       | PS       |
| 3e              | Scrutin proportionnel | Scrutin proportionnel | Scrutin proportionnel | Jean-Pierre Béquet      |       | PS       |
| 4e              | Scrutin proportionnel | Scrutin proportionnel | Scrutin proportionnel | Francis Delattre        |       | UDF (PR) |
| 5e              | Scrutin proportionnel | Scrutin proportionnel | Scrutin proportionnel | Robert Montdargent      |       | PCF      |
| 6e              | Scrutin proportionnel | Scrutin proportionnel | Scrutin proportionnel | Jean-Pierre Delalande   |       | RPR      |
| 7e              | Scrutin proportionnel | Scrutin proportionnel | Scrutin proportionnel | Marie-France Lecuir     |       | PS       |
| 8e              | Scrutin proportionnel | Scrutin proportionnel | Scrutin proportionnel | Dominique Strauss-Kahn  |       | PS       |
| 9e              | Scrutin proportionnel | Scrutin proportionnel | Scrutin proportionnel | Michel Coffineau        |       | PS       |

## Guadeloupe

Députés élus de la Guadeloupe par circonscription

| Circonscription | Député sortant        | Parti                 | Parti                 | Député élu ou réélu    | Parti | Parti |
| --------------- | --------------------- | --------------------- | --------------------- | ---------------------- | ----- | ----- |
| 1re             | Scrutin proportionnel | Scrutin proportionnel | Scrutin proportionnel | Frédéric Jalton        |       | PS    |
| 2e              | Scrutin proportionnel | Scrutin proportionnel | Scrutin proportionnel | Ernest Moutoussamy     |       | PCG   |
| 3e              | Scrutin proportionnel | Scrutin proportionnel | Scrutin proportionnel | Dominique Larifla      |       | PS    |
| 4e              | Scrutin proportionnel | Scrutin proportionnel | Scrutin proportionnel | Lucette Michaux-Chevry |       | RPR   |

## Martinique

Députés élus de la Martinique par circonscription

| Circonscription | Député sortant        | Parti                 | Parti                 | Député élu ou réélu        | Parti | Parti                      |
| --------------- | --------------------- | --------------------- | --------------------- | -------------------------- | ----- | -------------------------- |
| 1re             | Scrutin proportionnel | Scrutin proportionnel | Scrutin proportionnel | Guy Lordinot               |       | Divers gauche (Maj. prés.) |
| 2e              | Scrutin proportionnel | Scrutin proportionnel | Scrutin proportionnel | Claude Lise                |       | PPM                        |
| 3e              | Scrutin proportionnel | Scrutin proportionnel | Scrutin proportionnel | Aimé Césaire               |       | PPM                        |
| 4e              | Scrutin proportionnel | Scrutin proportionnel | Scrutin proportionnel | Maurice Louis-Joseph-Dogué |       | FSM                        |

## Guyane

Députés élus de la Guyane par circonscription

| Circonscription | Député sortant        | Parti                 | Parti                 | Député élu ou réélu | Parti | Parti         |
| --------------- | --------------------- | --------------------- | --------------------- | ------------------- | ----- | ------------- |
| 1re             | Scrutin proportionnel | Scrutin proportionnel | Scrutin proportionnel | Élie Castor         |       | PSG           |
| 2e              | Scrutin proportionnel | Scrutin proportionnel | Scrutin proportionnel | Léon Bertrand       |       | Divers droite |

## La Réunion

Députés élus de La Réunion par circonscription

| Circonscription | Député sortant        | Parti                 | Parti                 | Député élu ou réélu  | Parti | Parti         |
| --------------- | --------------------- | --------------------- | --------------------- | -------------------- | ----- | ------------- |
| 1re             | Scrutin proportionnel | Scrutin proportionnel | Scrutin proportionnel | Auguste Legros       |       | Divers droite |
| 2e              | Scrutin proportionnel | Scrutin proportionnel | Scrutin proportionnel | Laurent Vergès       |       | PCR           |
| 3e              | Scrutin proportionnel | Scrutin proportionnel | Scrutin proportionnel | André Thien Ah Koon  |       | Divers droite |
| 4e              | Scrutin proportionnel | Scrutin proportionnel | Scrutin proportionnel | Élie Hoarau          |       | PCR           |
| 5e              | Scrutin proportionnel | Scrutin proportionnel | Scrutin proportionnel | Jean-Paul Virapoullé |       | UDF (CDS)     |

## Mayotte

Député élu de Mayotte par circonscription

| Circonscription        | Député sortant      | Parti | Parti     | Député élu ou réélu | Parti | Parti     |
| ---------------------- | ------------------- | ----- | --------- | ------------------- | ----- | --------- |
| Circonscription unique | Henry Jean-Baptiste |       | UDF (CDS) | Henry Jean-Baptiste |       | UDF (CDS) |

## Saint-Pierre-et-Miquelon

Député élu de Saint-Pierre-et-Miquelon par circonscription

| Circonscription        | Député sortant | Parti | Parti     | Député élu ou réélu | Parti | Parti     |
| ---------------------- | -------------- | ----- | --------- | ------------------- | ----- | --------- |
| Circonscription unique | Gérard Grignon |       | UDF (CDS) | Gérard Grignon      |       | UDF (CDS) |

## Nouvelle-Calédonie

Députés élus de Nouvelle-Calédonie par circonscription

| Circonscription | Député sortant        | Parti                 | Parti                 | Député élu ou réélu | Parti | Parti |
| --------------- | --------------------- | --------------------- | --------------------- | ------------------- | ----- | ----- |
| 1re             | Scrutin proportionnel | Scrutin proportionnel | Scrutin proportionnel | Jacques Lafleur     |       | RPR   |
| 2e              | Scrutin proportionnel | Scrutin proportionnel | Scrutin proportionnel | Maurice Nénou       |       | RPR   |

## Polynésie française

Députés élus de la Polynésie française par circonscription

| Circonscription | Député sortant        | Parti                 | Parti                 | Député élu ou réélu | Parti | Parti         |
| --------------- | --------------------- | --------------------- | --------------------- | ------------------- | ----- | ------------- |
| 1re             | Scrutin proportionnel | Scrutin proportionnel | Scrutin proportionnel | Alexandre Léontieff |       | Divers droite |
| 2e              | Scrutin proportionnel | Scrutin proportionnel | Scrutin proportionnel | Émile Vernaudon     |       | Divers droite |

## Wallis-et-Futuna

Député élu de Wallis-et-Futuna par circonscription

| Circonscription        | Député sortant | Parti | Parti | Député élu ou réélu | Parti | Parti |
| ---------------------- | -------------- | ----- | ----- | ------------------- | ----- | ----- |
| Circonscription unique | Benjamin Brial |       | RPR   | Benjamin Brial      |       | RPR   |